# Vektor (matematika)
Véktor (latinsko vector – nosilec; iz vehēre – nositi) ali evklídski véktor je v matematiki, fiziki in inženirstvu količina, ki ima velikost (dolžino ali normo) in smer, nima pa lege. Vektorje v dvo- ali trirazsežnem prostoru se predstavi z usmerjenimi daljicami. Usmerjena daljica {\displaystyle {\stackrel {\,\longrightarrow }{AB}}\!\,} je daljica, ki ima začetno točko {\displaystyle A\!\,} in končno točko {\displaystyle B\!\,}.
| ime                        | označba | definicija |
| -------------------------- | --- | --- |
| - lega - (krajevni vektor) | - {\displaystyle \mathbf {\vec {s}} \!\,} - ({\displaystyle \mathbf {\vec {r}} \!\,})                                         | |
| hitrost                    | {\displaystyle \mathbf {\vec {v}} \!\,}                                                                                       | {\displaystyle {\frac {\mathrm {d} \mathbf {\vec {r}} }{\mathrm {d} t}}\!\,} |
| pospešek                   | {\displaystyle \mathbf {\vec {a}} \!\,}                                                                                       | {\displaystyle {\frac {\mathrm {d} \mathbf {\vec {v}} }{\mathrm {d} t}}={\frac {\mathrm {d} ^{2}\mathbf {\vec {r}} }{\mathrm {d} t^{2}}}={\frac {\mathbf {\vec {F}} }{m}}\!\,}                                                                                                 |
| gibalna količina           | - {\displaystyle \mathbf {\vec {G}} \!\,} - {\displaystyle \mathbf {\vec {P}} \!\,} - {\displaystyle \mathbf {\hat {p}} \!\,} | - {\displaystyle m\mathbf {\vec {v}} \!\,} - {\displaystyle m_{0}\gamma \mathbf {\vec {v}} \!\,} - {\displaystyle -i\hbar {\begin{bmatrix}{\frac {\partial }{\partial x}}\\{\frac {\partial }{\partial y}}\\{\frac {\partial }{\partial z}}\end{bmatrix}}=-i\hbar \nabla \!\,} |
| sila                       | {\displaystyle \mathbf {\vec {F}} \!\,}                                                                                       | {\displaystyle m\mathbf {\vec {a}} \!\,} |
| sunek sile                 | {\displaystyle \mathbf {\vec {I}} \!\,}                                                                                       | {\displaystyle \int \mathbf {\vec {F}} \,\mathrm {d} t\!\,} |
| navor                      | {\displaystyle \mathbf {\vec {M}} \!\,}                                                                                       | {\displaystyle \mathbf {\vec {r}} \times \mathbf {\vec {F}} \!\,} |
| vrtilna količina           | {\displaystyle \mathbf {\vec {\Gamma }} \!\,}                                                                                 | {\displaystyle \mathbf {\vec {r}} \times \mathbf {\vec {G}} \!\,} |
| trzaj                      | - {\displaystyle \mathbf {\vec {j}} \!\,} - {\displaystyle \mathbf {\vec {b}} \!\,}                                           | {\displaystyle {\frac {\mathrm {d} \mathbf {\vec {a}} }{\mathrm {d} t}}={\frac {\mathrm {d} ^{2}\mathbf {\vec {v}} }{\mathrm {d} t^{2}}}={\frac {\mathrm {d} ^{3}\mathbf {\vec {r}} }{\mathrm {d} t^{3}}}\!\,}                                                                 |
| jakost električnega polja  | {\displaystyle \mathbf {\vec {E}} \!\,}                                                                                       | - {\displaystyle -\mathbf {\vec {\nabla }} \,\varphi \!\,} - {\displaystyle -\mathbf {\vec {\nabla }} \,\varphi -{\frac {\partial \mathbf {\vec {A}} }{\partial t}}\!\,} |
| gostota magnetnega polja   | {\displaystyle \mathbf {\vec {B}} \!\,}                                                                                       | {\displaystyle \nabla \times \mathbf {\vec {A}} \!\,} |

| gradient (skalarnega polja)             | {\displaystyle \mathbf {\vec {\nabla }} f(p)\!\,}                | {\displaystyle {\begin{bmatrix}{\frac {\partial f(p)}{\partial x_{1}}}\\\vdots \\{\frac {\partial f(p)}{\partial x_{n}}}\end{bmatrix}}\!\,} |
| ploskovni gradient                      | {\displaystyle \mathbf {\vec {\nabla }} _{\mathrm {S} }f(p)\!\,} | {\displaystyle \mathbf {\vec {\nabla }} f(p)-\mathbf {\hat {n}} (\mathbf {\hat {n}} \cdot \mathbf {\vec {\nabla }} f(p))\!\,} |
| Jacobijeva matrika (vektorske funkcije) | {\displaystyle \mathbf {J} \!\,}                                 | {\displaystyle {\begin{aligned}&{}{\begin{bmatrix}{\dfrac {\partial \mathbf {\vec {f}} }{\partial x_{1}}}&\cdots &{\dfrac {\partial \mathbf {\vec {f}} }{\partial x_{n}}}\end{bmatrix}}={\begin{bmatrix}\nabla ^{\mathsf {T}}f_{1}\\\vdots \\\nabla ^{\mathsf {T}}f_{m}\end{bmatrix}}\\&={\begin{bmatrix}{\dfrac {\partial f_{1}}{\partial x_{1}}}&\cdots &{\dfrac {\partial f_{1}}{\partial x_{n}}}\\\vdots &\ddots &\vdots \\{\dfrac {\partial f_{m}}{\partial x_{1}}}&\cdots &{\dfrac {\partial f_{m}}{\partial x_{n}}}\end{bmatrix}}\end{aligned}}\!\,} |
| gradient vektorskega polja              | {\displaystyle \mathbf {\vec {\nabla }} \mathbf {\vec {f}} \!\,} | {\displaystyle g^{jk}{\frac {\partial f^{i}}{\partial x^{j}}}\mathbf {\hat {e}} _{i}\otimes \mathbf {\hat {e}} _{k}\!\,} |
| rotor                                   | {\displaystyle \nabla \times \mathbf {\vec {V}} \!\,}            | {\displaystyle {\begin{vmatrix}\mathbf {\hat {i}} &\mathbf {\hat {j}} &\mathbf {\hat {k}} \\{\frac {\partial }{\partial x}}&{\frac {\partial }{\partial y}}&{\frac {\partial }{\partial z}}\\V_{x}&V_{y}&V_{z}\end{vmatrix}}\!\,} |
| vektorski potencial                     | {\displaystyle \mathbf {\vec {A}} \!\,}                          | |

Usmerjeni daljici {\displaystyle {\stackrel {\,\longrightarrow }{AB}}\!\,} in {\displaystyle {\stackrel {\,\longrightarrow }{CD}}\!\,} predstavljata isti vektor {\displaystyle {\vec {\mathbf {a} }}\!\,}, če sta:
- vzporedni,
- enako dolgi in
- enako orientirani (usmerjeni).

Vektorji se lahko dodajajo drugim vektorjem v skladu z vektorsko algebro.
Vektor je tisto, kar je potrebno za »prenos« točke {\displaystyle A\!\,} v točko {\displaystyle B\!\,} – latinska beseda vector pomeni nosilec. Prvi so vektor uporabili astronomi v 18. stoletju, ko so raziskovali kroženje planetov okrog Sonca. Velikost vektorja je razdalja med dvema točkama, smer pa se nanaša na smer premika od {\displaystyle A\!\,} do {\displaystyle B\!\,}. Mnoge algebrske operacije na realnih številih, kot so seštevanje, odštevanje, množenje in negiranje, imajo podobne analogone za vektorje, operacije, ki upoštevajo znane algebrske zakone komutativnosti, asociativnosti in distributivnosti. Te operacije in povezani zakoni kvalificirajo vektorje kot primer splošnejšega koncepta vektorjev, definiranih preprosto kot elemente vektorskega prostora.
Vektorji so pomembni v fiziki – z njimi je mogoče opisati hitrost in pospešek premikajočega se telesa ter sile, ki delujejo nanj. Mnoge druge fizikalne količine se lahko koristno predstavlja kot vektorje. Čeprav večina od njih ne predstavlja razdalj (razen na primer lege ali premika), je njihovo velikost in smer vseeno mogoče predstaviti z dolžino in smerjo puščice. Matematična predstavitev fizičnega vektorja je odvisna od koordinatnega sistema, uporabljenega za opis. Drugi vektorjem podobni objekti, ki opisujejo fizikalne količine in se transformirajo na podoben način pod spremembami koordinatnega sistema, vključujejo psevdovektorje in tenzorje.
V matematiki velja, da se lahko vektor vzporedno prenese v poljubno začetno točko, v fiziki pa je marsikdaj pomembno, katero začetno točko (prijemališče) ima vektor.
V matematiki se poleg dvo- in trirazsežnih uporablja tudi posplošene večrazsežne ({\displaystyle n\!\,}-razsežne) vektorje.

## Zgodovina
Koncept in pojem vektorjev, kot se jih pozna sedaj, sta rezultata postopnega razvoja v času več kot 200 let. K razvoju vektorjev je pomembno prispevalo več ljudi. Leta 1835 je Giusto Bellavitis abstrahiral osnovno zamisel, ko je vzpostavil koncept ekvipolentnosti. Z delom v evklidski ravnini je izenačil vsak par vzporednih daljic z enako dolžino in smerjo. V bistvu je realiziral ekvivalenčno relacijo na parih točk (bitočk) v ravnini in tako postavil prvi prostor vektorjev v ravnini.:52–4
Izraz vektor je uvedel William Rowan Hamilton kot del kvaterniona {\displaystyle q\!\,}, ki je vsota ({\displaystyle q=s+\mathbf {\vec {v}} =s+v_{1}\mathbf {\hat {i}} +v_{2}\mathbf {\hat {j}} +v_{3}\mathbf {\hat {k}} \!\,}) realnega števila {\displaystyle s\!\,} (imenovanega tudi skalar) in 3-razsežnega vektorja {\displaystyle \mathbf {\vec {v}} \!\,}. Štirirazsežni sistem kvaternionov {\displaystyle \mathbb {H} \!\,} je odkril leta 1843.. Tako kot Bellavitis je na vektorje gledal kot na predstavnike razredov ekvipolentnih usmerjenih daljic. Ker kompleksna števila uporabljajo imaginarno enoto za dopolnitev realne premice, je Hamilton menil, da je vektor {\displaystyle \mathbf {\vec {v}} \!\,} imaginarni del kvaterniona::27
Po drugi strani algebrsko imaginarni del, geometrično skonstruiran iz premice, ali radij-vektor, ki ima na splošno za vsak določen kvaternion določeno dolžino in določeno smer v prostoru, se lahko imenuje vektorski del ali preprosto vektor kvaterniona; [...].
Več drugih matematikov je sredi 19. stoletja razvilo vektorske sisteme, med njimi Augustin Louis Cauchy, Hermann Günther Grassmann, August Ferdinand Möbius, Adhémar Jean Claude Barré de Saint-Venant in Matthew O'Brien. Grassmannovo delo iz leta 1840 Teorija oseke in pretoka (Theorie der Ebbe und Flut) je bil prvi sistem prostorske analize, ki je podoben sedanjemu sistemu, in je imel zamisli, ki ustrezajo vektorskemu in skalarnemu produktu ter vektorskemu odvajanju. Grasmann je leta 1844 objavil delo Teorija linearne razširitve (Lineale Ausdehnungslehre), knjigo, ki vsebuje več kot 300 strani. Njegovo delo je bilo do 1870-ih večinoma zanemarjeno. Po Hamiltonu se je s kvaternioni ukvarjal Peter Guthrie Tait. Njegova Elementarna razprava o kvaternionih (Elementary Treatise of Quaternions) iz leta 1867 je vključevala obsežno obravnavo operatorja nabla {\displaystyle \nabla \!\,} ali {\displaystyle \operatorname {del} \!\,}. Leta 1878 je William Kingdon Clifford objavil delo Elementi dinamike (Elements of Dynamic). Poenostavil je raziskovanje kvaternionov z osamitvijo skalarnega in vektorskega produkta dveh vektorjev iz celotnega kvaternionskega produkta. Ta pristop je vektorske izračune omogočil inženirjem – in drugim, ki delajo v treh razsežnostih in so skeptični do četrte.
Josiah Willard Gibbs, ki je spoznal kvaternione pred dela Razprava o elektriki in magnetizmu (A Treatise on Electricity and Magnetism) Jamesa Clerka Maxwella iz leta 1873, je ločil njihov vektorski del za neodvisno obravnavo. Prva polovica Gibbsovega dela Elementi vektorske analize (Elements of Vector Analysis), objavljenih leta 1881, predstavlja, kar je v bistvu sodoben sistem vektorske analize. Leta 1901 je Edwin Bidwell Wilson objavil delo Vektorska analiza (Vector Analysis), prilagojeno iz Gibbsovih predavanj, ki je pregnala vsako omembo kvaternionov v razvoju vektorskega računa. Vektorski račun sta iz kvaternionskega računa razvila Gibbs in Oliver Heaviside, večino zapisov in terminologije pa sta podala Gibbs in Wilson. Sodobno obliko Maxwellovih enačb sta izdelala Heaviside in Gibbs in sta leta 1884 izvirne Maxwellove enačbe zapisala s prijemi vektorskega računa. Iz prvotnega sistema enačb je tako nastal sistem štirih enačb, ki so znane sedaj.
George Gabriel Stokes je leta 1849 prvi opisal razstavitveni (kompozicijski) izrek v treh razsežnostih za teorijo uklona. Herman von Helmholtz je leta 1858 objavil članek o nekaterih hidrodinamičnih osnovnih enačbah kot del svojega raziskovanja izrekov, ki opisujejo gibanje tekočine v bližini vrtinčnic. Njuna izpeljava je zahtevala, da vektorska polja dovolj hitro upadajo v neskončnosti. Kasneje so lahko ta pogoj omilili in Helmholtzevo razstavitev razširili na višje razsežnosti. Za Riemannove mnogoterosti so izpeljali Helmholtz-Hodgeevo razstavitev s pomočjo diferencialne geometrije in tenzorskega računa. Razstavitveni izrek je postal pomembno orodje pri mnogih problemih v teoretični fiziki, uporabili pa so ga tudi na področjih, kot so: animacija, računalniški vid in robotika.
Ludwig Edward Boltzmann je poročal, da sta samo dva fizika takoj razumela pomen Maxwellove teorije elektromagnetizma – Helmholtz in Jožef Stefan. Stefan je svojemu študentu Boltzmannu predaval Maxwellove razprave in na predavanju razpravljal o Maxwellovi teoriji. Že leta 1869 je pisal o osnovnih enačbah elektrodinamike. Svoje elektromagnetne enačbe je pisal še v vektorski obliki po komponentah. Drugi fiziki so bili do Maxwellove teorije nezaupljivi ali pa jih je celo odbijala, predvsem zaradi videza nedokončanosti in še nerazvite vektorske analize.:111

## Pregled
V fiziki in tehniki se vektor običajno obravnava kot geometrijska entiteta, za katero sta značilni velikost in smer. Pri tem vektor nima lege. Formalno je definiran kot usmerjena daljica ali puščica v evklidskem prostoru. V čisti matematiki je vektor bolj splošno definiran kot vsak element vektorskega prostora. V tem kontekstu so vektorji abstraktne entitete, za katere je lahko značilna velikost in smer ali pa ne. Ta posplošena definicija implicira, da so zgoraj omenjene geometrijske entitete posebna vrsta vektorjev, saj so elementi posebne vrste vektorskega prostora, imenovanega evklidski prostor. Ta članek govori o vektorjih, ki so strogo definirani kot puščice v evklidskem prostoru. Kadar je treba te posebne vektorje razlikovati od vektorjev, kot so definirani v čisti matematiki, se včasih imenujejo evklidski, geometrijski ali prostorski vektorji.
Ker je evklidski vektor puščica, ima določeno začetno in končno točko. Vektor s fiksno začetno in končno točko se imenuje vezani vektor. Ko sta pomembni le velikost in smer vektorja, potem določena začetna točka ni pomembna in vektor se imenuje prosti vektor. Tako dve puščici {\displaystyle {\stackrel {\,\longrightarrow }{AB}}\!\,} in {\displaystyle {\stackrel {\,\longrightarrow }{A'B'}}\!\,} v prostoru predstavljata isti prosti vektor, če imata enako velikost in smer – to pomeni, da sta ekvipolentna, če je štirikotnik {\displaystyle ABB'A'\!\,} paralelogram. Če je evklidski prostor opremljen z izbiro koordinatnega izhodišča, potem je prosti vektor enakovreden vezanemu vektorju enake velikosti in smeri, katerega začetna točka je koordinatno izhodišče. Izraz vektor ima tudi posplošitve na višje razsežnosti in na bolj formalne pristope z veliko širšo uporabo.

### Nadaljnje informacije
V klasični evklidski geometriji (tj. sintetični geometriji) so bili vektorji uvedeni (v 19. stoletju) kot ekvivalenčni razredi pod ekvipolentnostjo urejenih parov  točk – dva para {\displaystyle (A,~B)\!\,} in {\displaystyle (C,~D)\!\,} sta ekvipolentna, če točke {\displaystyle A,~B,~D,~C\!\,} v tem vrstnem redu tvorijo paralelogram. Tak ekvivalenčni razred se imenuje vektor, natančneje evklidski vektor. Ekvivalenčni razred {\displaystyle [A,~B]\!\,} je pogosto označen kot usmerjena daljica {\displaystyle {\stackrel {\,\longrightarrow }{AB}}\!\,}.
Evklidski vektor je torej ekvivalenčni razred usmerjenih daljic z enako velikostjo (npr. dolžina daljice {\displaystyle |A,~B|\!\,}) in isto smerjo (npr. smer od {\displaystyle A\!\,} do {\displaystyle B\!\,}). V fiziki se evklidski vektorji uporabljajo za predstavitev fizikalnih količin, ki imajo velikost in smer, vendar se ne nahajajo na določenem mestu, v nasprotju s skalarji, ki nimajo smeri. Na primer, hitrost, sile in pospešek so predstavljeni z vektorji.
V moderni geometriji so evklidski prostori pogosto definirani iz linearne algebre. Natančneje, evklidski prostor {\displaystyle E\!\,} je definiran kot množica, ki ji je pridružen prostor notranjega produkta končne razsežnosti nad realnimi vrednostmi {\displaystyle {\overrightarrow {E}}\!\,} in akcije aditivne grupe {\displaystyle {\overrightarrow {E}}\!\,}, ki je prosta in prehodna (za podrobnosti o tej konstrukciji glej afini prostor). Elementi {\displaystyle {\overrightarrow {E}}\!\,} se imenujejo translacije. Dokazano je, da sta obe definiciji evklidskih prostorov enakovredni in da se lahko ekvivalenčne razrede pod ekvipolentnostjo identificira s translacijami.
Včasih se evklidski vektorji obravnavajo brez sklicevanja na evklidski prostor. V tem primeru je evklidski vektor element normiranega vektorskega prostora končne razsežnosti nad realnimi števili ali, običajno, element {\displaystyle \mathbb {R} ^{n}\!\,}, opremljenega s skalarnim produktom. To je smiselno, saj dodatek v takem vektorskem prostoru deluje prosto in prehodno na sam vektorski prostor. To je, {\displaystyle \mathbb {R} ^{n}\!\,} je evklidski prostor, ki je sam sebi pridruženi vektorski prostor, in ima skalarni produkt kot notranji produkt.
Evklidski prostor {\displaystyle \mathbb {R} ^{n}\!\,} je pogosto predstavljen kot evklidski prostor razsežnosti {\displaystyle n\!\,}. To je motivirano z dejstvom, da je vsak evklidski prostor razsežnosti {\displaystyle n\!\,} izomorfen evklidskemu prostoru {\displaystyle \mathbb {R} ^{n}\!\,}. Natančneje, glede na takšen evklidski prostor, se lahko za koordinatno izhodišče izbere katero koli točko {\displaystyle O\!\,}. Z Gram-Schmidtovim procesom ortonormalizacije se lahko najde tudi ortonormalno bazo pripadajočega vektorskega prostora (bazo, pri kateri je notranji produkt dveh baznih vektorjev enak 0, če sta različna, in 1, če sta enaka). To definira kartezične koordinate  poljubne točke {\displaystyle P\!\,} prostora, kot koordinate na tej bazi vektorja {\displaystyle {\stackrel {\,\longrightarrow }{OP}}\!\,}. Te izbire definirajo izomorfizem danega evklidskega prostora na {\displaystyle \mathbb {R} ^{n}\!\,}, s preslikavo katere koli točke v {\displaystyle n\!\,}-terico svojih kartezičnih koordinat in vsak vektor v njegov koordinatni vektor.

### Zgledi v eni razsežnosti
Ker ima fizikalni koncept sile smer in velikost, se jo lahko razume kot vektor. Kot zgled je desnosmerna sila {\displaystyle F\!\,} 15 newtonov. Če je tudi pozitivna os usmerjena desno, potem {\displaystyle F\!\,} predstavlja vektor 15 N, in če je pozitivna os usmerjena levo, je vektor za {\displaystyle F\!\,} −15 N. V obeh primerih je velikost vektorja 15 N. Podobno bi bila vektorska predstavitev premika {\displaystyle \Delta s\!\,} 4 metrov 4 m ali −4 m, odvisno od njegove smeri, njegova velikost pa bi bila v vsakem primeru 4 m.

### V fiziki in inženirstvu
Vektorji so eni od osnovnih konceptov fizikalnih znanosti. Uporabljajo se lahko za predstavitev katere koli količine, ki ima velikost, ima smer in se drži pravil vektorskega seštevanja. Zgled je hitrost. Na primer, hitrost 5 metrov na sekundo navzgor je lahko predstavljena z vektorjem {\displaystyle [0,~5]\!\,} (v 2 razsežnostih s pozitivno osjo {\displaystyle y\!\,} v smeri 'navzgor'). Druga količina, ki jo predstavlja vektor, je sila, saj ima velikost in smer ter sledi pravilom seštevanja vektorjev. Vektorji opisujejo tudi mnoge druge fizikalne količine, kot so linearni premik, premik, linearni pospešek, kotni pospešek, gibalna količina in vrtilna količina. Drugi fizikalni vektorji, kot sta električno in magnetno polje, so predstavljeni kot sistem vektorjev v vsaki točki fizikalnega prostora – torej vektorsko polje. Zgledi količin, ki imajo velikost in smer, vendar ne sledijo pravilom seštevanja vektorjev, sta kotni premik in električni tok. Posledično to nista vektorja.

### V kartezičnem prostoru
V kartezičnem koordinatnem sistemu se lahko vezani vektor predstavi z identificiranjem koordinat njegove začetne in končne točke. Na primer točki {\displaystyle A=(1,~0,~0)\!\,} in {\displaystyle B=(0,~1,~0)\!\,} v prostoru določata vezani vektor {\displaystyle {\stackrel {\,\longrightarrow }{AB}}\!\,}, ki kaže od točke {\displaystyle x=1\!\,} na osi {\displaystyle x\!\,} do točke {\displaystyle y=1\!\,} na osi {\displaystyle y\!\,}.
V kartezičnih koordinatah se lahko prosti vektor predstavlja v smislu ustreznega vezanega vektorja v tem smislu, katerega začetna točka ima koordinate izhodišča {\displaystyle O=(0,~0,~0)\!\,}. Tako je potem določen s koordinatami končne točke tega vezanega vektorja. Tako je prosti vektor, predstavljen z {\displaystyle {\begin{bmatrix}1~0~0\end{bmatrix}}^{\top }\!\,}, vektor enotske dolžine, ki kaže vzdolž smeri pozitivne osi {\displaystyle x\!\,}.
Ta koordinatna reprezentacija prostih vektorjev omogoča, da se njihove algebrske značilnosti izrazijo na primeren numerični način. Na primer, vsota dveh (prostih) vektorjev {\displaystyle {\begin{bmatrix}1~2~3\end{bmatrix}}^{\top }\!\,} in {\displaystyle {\begin{bmatrix}-2,~0,~4\end{bmatrix}}^{\top }\!\,} je (prosti) vektor:
{\displaystyle {\begin{bmatrix}1\\2\\3\end{bmatrix}}+{\begin{bmatrix}-2\\0\\4\end{bmatrix}}={\begin{bmatrix}1~2~3\end{bmatrix}}^{\top }+{\begin{bmatrix}-2~0~4\end{bmatrix}}^{\top }={\begin{bmatrix}1-2\\2+0\\3+4\end{bmatrix}}={\begin{bmatrix}1-2~2+0~3+4\end{bmatrix}}^{\top }={\begin{bmatrix}-1\\2\\7\end{bmatrix}}={\begin{bmatrix}-1~2~7\end{bmatrix}}^{\top }\!\,.}

### Evklidski in afini vektorji
V geometrijskih in fizikalnih nastavitvah je včasih mogoče vektorjem na naraven način povezati dolžino ali velikost in smer. Poleg tega je pojem smeri strogo povezan s pojmom kota med dvema vektorjema. Če je definiran skalarni produkt dveh vektorjev, je potem mogoče definirati tudi velikost – skalarni produkt daje priročno algebrsko karakterizacijo kota (funkcija skalarnega produkta med katerima koli dvema vektorjema, ki nista nič) in velikosti (kvadratni koren skalarnega produkta vektorja s samim seboj). V treh razsežnostih je nadalje mogoče definirati vektorski produkt, ki daje algebrsko karakterizacijo ploščine in smeri v prostoru paralelograma, definiranega z dvema vektorjema (uporabljata se kot stranice paralelograma). V kateri koli razsežnosti (in zlasti v višjih dimenzijah) je mogoče definirati zunanji produkt, ki (med drugim) zagotavlja algebrsko karakterizacijo površine in smeri v prostoru {\displaystyle n\!\,}-razsežnega paralelotopa, definiranega z {\displaystyle n\!\,} vektorji.
V psevdoevklidskem prostoru je kvadrat vektorske velikosti lahko pozitiven, negativen ali enak nič. Pomemben primer je prostor Minkowskega (ki je pomemben za razumevanje posebne teorije relativnosti).
Vendar ni vedno mogoče ali zaželeno definirati velikost vektorja. Ta splošnejša vrsta prostorskega vektorja je predmet vektorskih prostorov (za proste vektorje) in afinih prostorov (za vezane vektorje, saj je vsak predstavljen z urejenim parom »točk«). Eden od fizikalnih zgledov prihaja iz termodinamike, kjer se lahko veliko zanimivih količin šteje za vektorje v prostoru brez pojma velikosti ali kota.

### Posplošitve
V fiziki in tudi matematiki se vektor pogosto identificira z {\displaystyle n\!\,}-terko komponent ali seznamom števil, ki delujejo kot skalarni koeficienti za množico baznih vektorjev. Ko se baza transformira, na primer z vrtenjem ali raztezanjem, se tudi komponente katerega koli vektorja v smislu te baze transformirajo v nasprotnem smislu. Sam vektor se ni spremenil, ampak se je baza, zato se morajo komponente vektorja spremeniti, da to nadomestijo. Vektor se imenuje kovariantni ali kontravariantni, odvisno od tega, kako je transformacija komponent vektorja povezana s transformacijo baze. V splošnem so kontravariantni vektorji »pravi vektorji« z enotami za razdaljo (kot je premik) ali razdalja krat neka druga enota (kot je hitrost ali pospešek) – kovariantni vektorji pa imajo enote ena na razdaljo, kot je gradient. Če se spremeni enote (poseben primer spremembe baze) iz metrov v milimetre, postane skalirni faktor 1/1000 – premik 1 m 1000 mm, kar je kontravariantna sprememba numerične vrednosti. Na drugi strani pa gradient 1 K/m postane 0,001 K/mm, kar je kovariantna sprememba vrednosti (za več glej kovariantnost in kontravariantnost). Tenzorji so druga vrsta količine, ki se obnašajo na ta način in vektor je ena vrsta tenzorja.
V čisti matematiki je vektor kateri koli element vektorskega prostora nad nekim poljem in je pogosto predstavljen kot koordinatni vektor. Vektorji, opisani v tem članku, so zelo poseben primer te splošne definicije, ker so kontravariantni glede na ambientni prostor. Kontravariantnost zajame fizično intuicijo za zamisel, da ima vektor »velikost in smer«.

## Reprezentacije

### Zapis
Vektorje se po navadi označi z malo latinično kurzivno črko s puščico nad imenom. Na primer: 
{\displaystyle {\vec {a}},~{\vec {b}},~{\vec {c}},~{\vec {u}},~{\vec {v}},~{\vec {w}},~{\stackrel {\,\longrightarrow }{AB}}\!\,.}
Poyntingov vektor se na primer označuje tudi z veliko kaligrafsko črko in puščico kot {\displaystyle {\vec {\mathcal {P}}}\!\,}.
Z velikimi črkami se po navadi označujejo matrike ali tenzorji. Nekateri viri z velikimi črkami in puščicami označujejo vektorska polja. Na primer:
{\displaystyle E\times {\vec {E}}\rightarrow {E}:(a,\mathbf {v} )\mapsto a+\mathbf {v} \!\,.}
Tu je {\displaystyle {\vec {E}}\!\,} vektorsko polje, {\displaystyle E\!\,} množica (točk) afinega prostora, {\displaystyle \mathbf {v} \!\,} pa vektor.
Namesto puščice se pogosto (zlasti v rokopisu) uporablja tudi »harpuno«:
{\displaystyle {\stackrel {\rightharpoonup }{a}},~{\stackrel {\rightharpoonup }{b}},~{\stackrel {\rightharpoonup }{c}},~{\stackrel {\rightharpoonup }{u}},~{\stackrel {\rightharpoonup }{v}},~{\stackrel {\rightharpoonup }{w}},~{\stackrel {\,\rightharpoonup }{AB}}\!\,.}
V starejših knjigah so zaradi tehničnih problemov v tiskarni vektorje namesto s puščico označevali s pokončnim krepkim ali kurzivnim krepkim tiskom. Na primer:
{\displaystyle \mathbf {a} ,~\mathbf {b} ,~\mathbf {c} ,~\mathbf {u} ,~\mathbf {v} ,~\mathbf {w} ;\qquad {\boldsymbol {a}},~{\boldsymbol {b}},~{\boldsymbol {c}},~{\boldsymbol {u}},~{\boldsymbol {v}},~{\boldsymbol {w}}\!\,},
ponekod pa tudi s podčrtajem:
{\displaystyle {\underline {\mathbf {a} }},~{\underline {\mathbf {b} }},~{\underline {\mathbf {c} }},~{\underline {v}}\equiv {\underline {\mathbf {v} }}\equiv {\vec {\mathbf {v} }}=\left[v_{1}\;v_{2}\right]^{\mathbf {T} },~{\underline {AB}}\!\,.}
Nekateri viri uporabljajo tildo (~) ali valovito podčrtano pod simbolom, na primer:
{\displaystyle {\underset {^{\sim }}{a}},~{\underset {^{\sim }}{b}},~{\underset {^{\sim }}{c}},{\underset {^{\sim }}{u}},~{\underset {^{\sim }}{v}},~{\underset {^{\sim }}{w}},~{\underset {^{\sim }}{AB}}\!\,,}
kar je dogovor za označevanje krepke pisave. V nemški literaturi je bilo še posebej pogosto prikazovanje vektorjev z malimi (in tudi velikimi) pokončnimi črkami fraktura kot na primer:
{\displaystyle {\mathfrak {a}},~{\mathfrak {b}},~{\mathfrak {c}},~{\mathfrak {u}},~{\mathfrak {v}},~{\mathfrak {w}},~{\mathfrak {F}}\!\,.}
V novejšem času se pojavlja tudi polni krepki zapis s puščico, na primer:
{\displaystyle {\vec {\mathbf {a} }},~{\vec {\mathbf {b} }},~{\vec {\mathbf {c} }},~{\vec {\mathbf {u} }},~{\vec {\mathbf {v} }},~{\vec {\mathbf {w} }}\!\,,}
ali s krepko puščico:
{\displaystyle \mathbf {\vec {a}} ,~\mathbf {\vec {b}} ,~\mathbf {\vec {c}} ,~\mathbf {\vec {u}} ,~\mathbf {\vec {v}} ,~\mathbf {\vec {w}} \!\,.}

### Prikaz
Vektorji so običajno prikazani v grafih ali drugih diagramih kot puščice (usmerjene daljice), kot je prikazano na sliki. Tu se točka {\displaystyle A\!\,} imenuje izhodišče, rep, osnova ali začetna točka, točka {\displaystyle B\!\,} pa se imenuje glava, konica ali končna točka. Dolžina puščice je sorazmerna z velikostjo vektorja, medtem ko smer, v katero kaže puščica, kaže smer vektorja.
Na dvorazsežnem diagramu je včasih zaželen vektor, pravokoten na ravnino diagrama. Ti vektorji so običajno prikazani kot majhni krogi. Krog s piko v središču (Unicode U+2299 ⊙) označuje vektor, ki kaže iz sprednje strani diagrama, proti gledalcu. Krog z vpisanim križem (Unicode U+2297 ⊗) pa označuje vektor, ki kaže v in za diagram. Te se lahko predstavlja kot opazovanje konice puščice na vrhu in opazovanje letov puščice z zadnje strani.
Za računanje z vektorji je lahko grafični prikaz preveč okoren. Vektorje v {\displaystyle n\!\,}-razsežnem evklidskem prostoru se lahko predstavi kot koordinatne vektorje v kartezičnem koordinatnem sistemu. Končno točko vektorja je mogoče identificirati z urejenim seznamom {\displaystyle n\!\,} realnih števil ({\displaystyle n\!\,}-teric). Ta števila so koordinate končne točke vektorja glede na dani kartezični koordinatni sistem in se običajno imenujejo skalarne komponente (ali skalarne projekcije) vektorja na osi koordinatnega sistema.
Kot zgled v dveh razsežnostih (glej sliko) je krajevni vektor od koordinatnega izhodišča {\displaystyle O=(0,~0)\!\,} do točke {\displaystyle A=(2,~3)\!\,} preprosto zapisan kot:
{\displaystyle \mathbf {\vec {r}} _{A}\equiv \mathbf {\vec {a}} ={\stackrel {\,\longrightarrow }{OA}}={\begin{bmatrix}2\\3\end{bmatrix}}={\begin{bmatrix}2~3\end{bmatrix}}^{\top }\!\,.}
Pojem, da rep vektorja sovpada z izhodiščem, je impliciten in zlahka razumljiv. Zaradi tega bolj eksplicitni zapis {\displaystyle {\stackrel {\,\longrightarrow }{OA}}\!\,} običajno ni potreben (in se dejansko redko uporablja).
V trirazsežnem evklidskem prostoru (ali {\displaystyle \mathbb {R} ^{3}\!\,}) so vektorji identificirani s trojicami skalarnih komponent:
{\displaystyle \mathbf {\vec {a}} =(a_{1},~a_{2},~a_{3})\!\,.}
Zapisano tudi kot:
{\displaystyle \mathbf {\vec {a}} =(a_{x},~a_{y},~a_{z})\!\,.}
To se lahko posploši na {\displaystyle n\!\,}-razsežni evklidski prostor (ali {\displaystyle \mathbb {R} ^{n}\!\,}):
{\displaystyle \mathbf {\vec {a}} =(a_{1},~a_{2},~a_{3},~\cdots ,~a_{n-1},~a_{n})\!\,.}
Ta števila so pogosto razvrščena v vrstični vektor ali stolpični vektor, še posebej, ko se obravnava matrike, kot sledi:
{\displaystyle \mathbf {\vec {a}} ={\begin{bmatrix}a_{1}\\a_{2}\\a_{3}\end{bmatrix}}={\begin{bmatrix}a_{1}~a_{2}~a_{3}\end{bmatrix}}^{\top }\!\,.}
Drugi način za predstavitev vektorja v {\displaystyle n\!\,}-razsežnostih je uvedba enotskih vektorjev standardne baze. V treh razsežnostih so na primer trije:
{\displaystyle \mathbf {\hat {e}} _{1}={\begin{bmatrix}1\\0\\0\end{bmatrix}}={\begin{bmatrix}1~0~0\end{bmatrix}}^{\top },\quad \mathbf {\hat {e}} _{2}={\begin{bmatrix}0\\1\\0\end{bmatrix}}={\begin{bmatrix}0~1~0\end{bmatrix}}^{\top },\quad \mathbf {\hat {e}} _{3}={\begin{bmatrix}0\\0\\1\end{bmatrix}}={\begin{bmatrix}0~0~1\end{bmatrix}}^{\top }\!\,.}
Ti imajo intuitivno razlago kot vektorji enotske dolžine, ki kažejo navzgor na koordinatne osi {\displaystyle x\!\,}, {\displaystyle y\!\,} in {\displaystyle z\!\,} v kartezičnem koordinatnem sistemu. Glede na to se lahko vsak vektor {\displaystyle \mathbf {\vec {a}} \!\,} v {\displaystyle \mathbb {R} ^{3}\!\,} izrazi v obliki:
{\displaystyle \mathbf {\vec {a}} ={\begin{bmatrix}a_{1}~a_{2}~a_{3}\end{bmatrix}}^{\top }=a_{1}{\begin{bmatrix}1~0~0\end{bmatrix}}^{\top }+a_{2}{\begin{bmatrix}0~1~0\end{bmatrix}}^{\top }+a_{3}{\begin{bmatrix}0~0~1\end{bmatrix}}^{\top }\!\,,}
ali:
{\displaystyle \mathbf {\vec {a}} =\mathbf {\vec {a}} _{1}+\mathbf {\vec {a}} _{2}+\mathbf {\vec {a}} _{3}=a_{1}\mathbf {\hat {e}} _{1}+a_{2}\mathbf {\hat {e}} _{2}+a_{3}\mathbf {\hat {e}} _{3}\!\,,}
kjer se {\displaystyle \mathbf {\vec {a}} _{1}\!\,}, {\displaystyle \mathbf {\vec {a}} _{2}\!\,} in {\displaystyle \mathbf {\vec {a}} _{3}\!\,} imenujeo komponente vektorja ((skalarne) projekcije vektorja) {\displaystyle \mathbf {\vec {a}} \!\,} na bazne vektorje ali enakovredno na odgovarjajoče kartezične koordinatne osi {\displaystyle x\!\,}, {\displaystyle y\!\,} in {\displaystyle z\!\,} (glej sliko), {\displaystyle a_{1}\!\,}, {\displaystyle a_{2}\!\,} in {\displaystyle a_{3}\!\,} pa so skalarne komponente (ali skalarne projekcije).
V začetnih učbenikih fizike so standardni bazni vektorji namesto tega pogosto označeni kot {\displaystyle \mathbf {\vec {i}} ,~\mathbf {\vec {j}} ,~\mathbf {\vec {k}} \!\,} (ali kot {\displaystyle \mathbf {\hat {x}} ,~\mathbf {\hat {y}} ,~\mathbf {\hat {z}} \!\,}, v katerem simbol karete {\displaystyle \mathbf {\hat {}} \!\,} običajno označuje enotske vektorje). V tem primeru so skalarne in vektorske komponente označene kot {\displaystyle a_{x},~a_{y},~a_{z}\!\,} in {\displaystyle \mathbf {\vec {a}} _{x},~\mathbf {\vec {a}} _{y},~\mathbf {\vec {a}} _{z}\!\,} (treba je upoštevati razliko v krepkem tisku). Tako je:
{\displaystyle \mathbf {\vec {a}} =\mathbf {\vec {a}} _{x}+\mathbf {\vec {a}} _{y}+\mathbf {\vec {a}} _{z}=a_{x}\mathbf {\hat {i}} +a_{y}\mathbf {\hat {j}} +a_{z}\mathbf {\hat {k}} \!\,.}
Zapis {\displaystyle \mathbf {\hat {e}} _{i}\!\,} je združljiv z indeksnim zapisom in Einsteinovim dogovorom o seštevanju, ki se običajno uporabljata v višjem nivoju matematike, fizike in inženirstva.

### Razstavitev ali razrešenost
Kot je pojasnjeno zgoraj, je vektor pogosto opisan z množico vektorskih komponent, ki se seštevajo in tvorijo dani vektor. Običajno so te komponente projekcije vektorja na množico medsebojno pravokotnih referenčnih osi (bazni vektorji). Vektor naj bi bil razstavljen ali razrešen glede na to množico.
Razstavitev ali razrešenost vektorja na komponente ni enolična, ker je odvisna od izbire osi, na katere je vektor projiciran.
Poleg tega uporaba kartezičnih enotskih vektorjev, kot so na primer {\displaystyle \mathbf {\hat {x}} ,~\mathbf {\hat {y}} ,~\mathbf {\hat {z}} \!\,}, kot baza za predstavitev vektorja ni obvezna. Vektorje je mogoče izraziti tudi v smislu poljubne baze, vključno z enotskimi vektorji valjnega koordinatnega sistema ({\displaystyle {\boldsymbol {\hat {\rho }}},{\boldsymbol {\hat {\varphi }}},\mathbf {\hat {z}} }) ali sfernega koordinatnega sistema ({\displaystyle \mathbf {\hat {r}} ,{\boldsymbol {\hat {\theta }}},{\boldsymbol {\hat {\varphi }}}}). Slednji dve možnosti sta primernejši za reševanje problemov, ki imajo valjno oziroma sferno simetrijo.
Izbira baze ne vpliva na značilnosti vektorja ali njegovo obnašanje pri transformacijah.
Vektor je mogoče razstaviti tudi glede na »nefiksne« bazne vektorje, ki spreminjajo svojo smer kot funkcijo časa ali prostora. Na primer, vektor v trirazsežnem prostoru je mogoče razstaviti glede na dve osi, oziroma normalno in tangentno na ploskev (glej sliko). Poleg tega se radialne in tangentne komponente vektorja nanašajo na polmer vrtenja objekta. Prva je vzporedna s polmerom, druga pa je nanj pravokotna.
V teh primerih se lahko vsaka komponenta po vrsti razstavi glede na fiksni koordinatni sistem ali bazno množico (na primer globalni koordinatni sistem ali inercialni opazovalni sistem).

## Osnovne značilnosti

### Enakost
Dva vektorja sta enaka, če ima enako velikost in smer. Enakovredno bosta enaka, če so njune koordinate enake. Vektorja:
{\displaystyle \mathbf {\vec {a}} =a_{1}\mathbf {\hat {e}} _{1}+a_{2}\mathbf {\hat {e}} _{2}+a_{3}\mathbf {\hat {e}} _{3}={\begin{bmatrix}a_{1}\\a_{2}\\a_{3}\end{bmatrix}}{\begin{bmatrix}\mathbf {\hat {e}} _{1}\\\mathbf {\hat {e}} _{2}\\\mathbf {\hat {e}} _{3}\end{bmatrix}}={\begin{bmatrix}a_{1}~a_{2}~a_{3}\end{bmatrix}}^{\top }\!\,}
in:
{\displaystyle \mathbf {\vec {b}} =b_{1}\mathbf {\hat {e}} _{1}+b_{2}\mathbf {\hat {e}} _{2}+b_{3}\mathbf {\hat {e}} _{3}={\begin{bmatrix}b_{1}\\b_{2}\\b_{3}\end{bmatrix}}{\begin{bmatrix}\mathbf {\hat {e}} _{1}\\\mathbf {\hat {e}} _{2}\\\mathbf {\hat {e}} _{3}\end{bmatrix}}={\begin{bmatrix}b_{1}~b_{2}~b_{3}\end{bmatrix}}^{\top }\!\,}
sta enaka, če velja:
{\displaystyle a_{1}=b_{1},\qquad a_{2}=b_{2},\qquad a_{3}=b_{3}\!\,.}

### Nasprotni, vzporedni in antiparalelni vektorji
Dva vektorja sta nasprotna, če imata enako velikost vendar nasprotno smer. Pri tem velja:
{\displaystyle a_{1}=-b_{1},\qquad a_{2}=-b_{2},\qquad a_{3}=-b_{3}\!\,.}
Dva vektorja sta vzporedna, če imata isto smer, ne pa nujno isto velikost, ali antiparalelna, če imata nasprotno smer in ne nujno isto velikost.

### Linearna odvisnost
Linearna kombinacija danih vektorjev {\displaystyle \mathbf {\vec {a}} ,\mathbf {\vec {b}} ,\ldots ,\mathbf {\vec {d}} \!\,} je vsota teh vektorjev pomnoženih s poljubnimi števili, torej:
{\displaystyle n\mathbf {\vec {a}} +m\mathbf {\vec {b}} +\cdots +p\mathbf {\vec {d}} \!\,.}
Število vektorjev, ki nastopajo v linearni kombinaciji, je poljubno:
- linearna kombinacija enega vektorja {\displaystyle \mathbf {\vec {a}} \!\,} je kar enaka {\displaystyle n\mathbf {\vec {a}} \!\,}. Rezultat je vektor, ki je vzporeden danemu vektorju {\displaystyle \mathbf {\vec {a}} \!\,}. Če se oba nariše iz iste začetne točke, se vidi, da ležita na isti premici.
- linearna kombinacija dveh vektorjev {\displaystyle \mathbf {\vec {a}} \!\,} in {\displaystyle \mathbf {\vec {b}} \!\,} je enaka {\displaystyle n\mathbf {\vec {a}} +m\mathbf {\vec {b}} \!\,}. Če se nariše vse vektorje iz iste začetne točke, se vidi, da leži rezultat na isti ravnini kot dana vektorja.
- linearna kombinacija treh vektorjev je enaka {\displaystyle n\mathbf {\vec {a}} +m\mathbf {\vec {b}} +r\mathbf {\vec {c}} \!\,}.
- itd.

Če se lahko v dani skupini vektorjev izrazi enega od vektorjev kot linearno kombinacijo drugih (npr: {\displaystyle \mathbf {\vec {c}} =n\mathbf {\vec {a}} +m\mathbf {\vec {b}} \!\,}), potem so vektorji iz te skupine med sabo linearno odvisni. Če to ni mogoče, pa so linearno neodvisni (glej linearna neodvisnost).
Baza vektorskega prostora je skupina vektorjev, ki so med seboj neodvisni, z njimi pa se lahko izrazi vsak drug vektor iz vektorskega prostora (glej članek baza). Zgledi:
- baza enorazsežnega vektorskega prostora (premice) je poljuben neničelen vektor {\displaystyle \mathbf {\vec {a}} \!\,} s te premice.
- baza dvorazsežnega vektorskega prostora (ravnine) sta poljubna dva neničelna in nevzporedna vektorja {\displaystyle \mathbf {\vec {a}} \!\,} in {\displaystyle \mathbf {\vec {b}} \!\,} s te ravnine.
- baza trirazsežnega vektorskega prostora so poljubni trije neničelni in nevzporedni vektorji, ki ne ležijo v isti ravnini.

### Kolinearnost
Dva linearno odvisna vektorja {\displaystyle \mathbf {\vec {a}} \!\,} in {\displaystyle \mathbf {\vec {b}} \!\,} se imenujeta tudi kolinearna in ležita na isti premici. Lahko imata isto ali obratno smer. V trirazsežnem prostoru je njun vektorski produkt enak ničelnemu vektorju:
{\displaystyle \mathbf {\vec {a}} \times \mathbf {\vec {b}} =\mathbf {\vec {a}} \times -\mathbf {\vec {b}} =\mathbf {\vec {0}} \!\,.}
Vsak vektor je kolinearen z ničelnim vektorjem. Vendar, če obstajata dva vektorja, ki sta različna od ničelnega vektorja, potem sta kolinearna, če in samo če velja:
{\displaystyle \mathbf {\vec {a}} =n~\mathbf {\vec {b}} \!\,}
za poljubni {\displaystyle n\neq 0\!\,}. Če je {\displaystyle n\!\,} pozitiven, sta vektorja vzporedna, drugače pa sta antiparalelna.

### Pravokotnost
Dva vektorja {\displaystyle \mathbf {\vec {a}} \!\,} in {\displaystyle \mathbf {\vec {b}} \!\,} sta pravokotna, če je njun skalarni produkt enak nič:
{\displaystyle \mathbf {\vec {a}} \cdot \mathbf {\vec {b}} =0\!\,.}
Za geometrijska vektorja s pozitivno velikostjo to pomeni, da med seboj oklepata pravi kot (glej § Skalarni produkt). Ničelni vektor je pravokoten na vsak vektor.

### Računanje z vektorji

#### Seštevanje in odštevanje
Seštevanje vektorjev določa Chaslesova identiteta:
{\displaystyle {\overrightarrow {AB}}+{\overrightarrow {BC}}={\overrightarrow {AC}}\!\,.}
Razlaga: Najprej je treba vektorja narisati tako, da leži začetna točka drugega vektorja v končni točki prvega ({\displaystyle B\!\,}). Vsota je potem vektor, ki poteka od začetne točke prvega ({\displaystyle A\!\,}) do končne točke drugega vektorja ({\displaystyle C\!\,}).
Če sta vektorja že narisana tako, da imata skupno začetno točko, se lahko pri seštevanju pomaga tudi s paralelogramskim pravilom: skozi končni točki se nariše vzporednici k danima vektorjema in rezultat je diagonala nastalega paralelograma. Geometrijsko se lahko preveri, da velja:
{\displaystyle \mathbf {\vec {a}} +\mathbf {\vec {b}} =\mathbf {\vec {b}} +\mathbf {\vec {a}} \!\,} in {\displaystyle (\mathbf {\vec {a}} +\mathbf {\vec {b}} )+\mathbf {\vec {c}} =\mathbf {\vec {a}} +(\mathbf {\vec {b}} +\mathbf {\vec {c}} )\!\,.}
Nastali vektor se imenuje rezultanta vektorjev {\displaystyle \mathbf {\vec {a}} \!\,} in {\displaystyle \mathbf {\vec {b}} \!\,}.
Če se vektorja seštejeta (odštejeta), se njuni velikosti seštejeta (odštejeta) le, če sta kolinearna in imata enako smer. V splošnem primeru pa velja trikotniška neenakost:
{\displaystyle |\mathbf {\vec {a}} +\mathbf {\vec {b}} |\leq |\mathbf {\vec {a}} |+|\mathbf {\vec {b}} |\!\,.}

#### Množenje s številom (skalarjem)
Rezultat množenja vektorja {\displaystyle \mathbf {\vec {a}} \!\,} s številom {\displaystyle n\!\,} je vektor {\displaystyle n\mathbf {\vec {a}} \!\,}, določen z naslednjimi značilnostmi:
- vektor {\displaystyle n\mathbf {\vec {a}} \!\,} je vzporeden z danim vektorjem {\displaystyle \mathbf {\vec {a}} \!\,}
- velikost vektorja {\displaystyle n\mathbf {\vec {a}} \!\,} je {\displaystyle |n|\!\,}-krat tolikšna kot velikost vektorja {\displaystyle \mathbf {\vec {a}} \!\,}
- če je {\displaystyle n>0\!\,}, je {\displaystyle n\mathbf {\vec {a}} \!\,} enako usmerjen kot {\displaystyle \mathbf {\vec {a}} \!\,}; če je {\displaystyle n<0\!\,}, pa je {\displaystyle n\mathbf {\vec {a}} \!\,} usmerjen nasprotno kot {\displaystyle \mathbf {\vec {a}} \!\,}.

Množenje s številom je distributivno nad seštevanjem vektorjev v naslednjem smislu: {\displaystyle n(\mathbf {\vec {a}} +\mathbf {\vec {b}} )=n\mathbf {\vec {a}} +n\mathbf {\vec {b}} \!\,} za poljubna vektorja {\displaystyle \mathbf {\vec {a}} \!\,} in {\displaystyle \mathbf {\vec {b}} \!\,} ter poljubno število {\displaystyle n\!\,}. Lahko se pokaže tudi, da velja:
{\displaystyle \mathbf {\vec {a}} -\mathbf {\vec {b}} =\mathbf {\vec {a}} +(-1)\mathbf {\vec {b}} \!\,.}

#### Velikost
Velikost (dolžina ali norma) vektorja {\displaystyle \mathbf {\vec {a}} \!\,} se označuje kot {\displaystyle \left\|\mathbf {\vec {a}} \right\|\!\,} ali kot {\displaystyle |\mathbf {\vec {a}} |\!\,}, kar se ne sme zamenjevati z absolutno vrednostjo (skalarno »normo«). Velikost vektorja {\displaystyle \mathbf {\vec {a}} \!\,} se lahko izračuna z evklidsko normo:
{\displaystyle a\equiv |\mathbf {a} |={\sqrt {a_{1}^{2}+a_{2}^{2}+a_{3}^{2}}}\!\,,}
kar je posledica Pitagorovega izreka, saj so bazni vektorji {\displaystyle \mathbf {\hat {e}} _{1}\!\,}, {\displaystyle \mathbf {\hat {e}} _{2}\!\,} in {\displaystyle \mathbf {\hat {e}} _{3}\!\,} ortogonalni enotski vektorji.
Velikost vektorja je enaka tudi kvadratnemu korenu skalarnega produkta vektorja s samim seboj:
{\displaystyle a\equiv |\mathbf {\vec {a}} |={\sqrt {\mathbf {\vec {a}} \cdot \mathbf {\vec {a}} }}\!\,.}

##### Enotski vektor in normalizacija
Enotski vektor je poljubni vektor z velikostjo enako 1. Običajno se enotski vektorji uporabljajo za prikaz smeri. Vektor s poljubno velikostjo se lahko deli z njegovo velikostjo, pri čemer nastane enotski vektor. To se imenuje normalizacija vektorja. Enotski vektor se velikokrat označuje s simbolom karete {\displaystyle \mathbf {\hat {}} \!\,} nad črko kot na primer {\displaystyle \mathbf {\hat {a}} \!\,}. Enotski vektorji se označujejo tudi kot {\displaystyle \mathbf {\vec {e}} _{a}\!\,}, {\displaystyle \mathbf {\vec {a}} _{0}\!\,} ali kot {\displaystyle \mathbf {\vec {a}} {}^{\circ }\!\,}.
Za normalizacijo vektorja {\displaystyle \mathbf {\vec {a}} ={\begin{bmatrix}a_{1}~a_{2}~a_{3}\end{bmatrix}}\!\,} ga je treba skalirati za obratno vrednost njegove velikosti {\displaystyle |\mathbf {\vec {a}} |\!\,}. To je:
{\displaystyle \mathbf {\hat {a}} ={\frac {\mathbf {\vec {a}} }{a}}\equiv {\frac {\mathbf {\vec {a}} }{|\mathbf {\vec {a}} |}}={\frac {a_{1}}{|\mathbf {\vec {a}} |}}\mathbf {\hat {e}} _{1}+{\frac {a_{2}}{|\mathbf {\vec {a}} |}}\mathbf {\hat {e}} _{2}+{\frac {a_{3}}{|\mathbf {\vec {a}} |}}\mathbf {\hat {e}} _{3}\!\,.}
Enotski vektorji so pomembni pri predstavljanju koordinatnih sistemov.

##### Ničelni vektor
Ničelni vektor je vektor z velikostjo enako nič. Običajno se označuje kot {\displaystyle \mathbf {\vec {0}} \!\,}, 0 ali preprosto kot 0 in je s koordinatami zapisan kot:
{\displaystyle \mathbf {\vec {0}} ={\begin{bmatrix}0\\0\\0\end{bmatrix}}^{\top }={\begin{bmatrix}0~0~0\end{bmatrix}}^{\top }\!\,.}
Za razliko od drugih vektorjev je njegova smer nedoločena in ga ni moč normalizirati – ne obstaja enotski vektor, ki je mnogokratnik ničelnega vektorja. Vsota ničelnega vektorja s poljubnim vektorjem {\displaystyle \mathbf {\vec {a}} \!\,} je {\displaystyle \mathbf {\vec {a}} \!\,}:
{\displaystyle \mathbf {\vec {0}} +\mathbf {\vec {a}} =\mathbf {\vec {a}} +\mathbf {\vec {0}} =\mathbf {\vec {a}} \!\,.}

#### Skalarni produkt
Skalarni produkt je računska opreacija, ki dvema vektorjema priredi število (skalar) po pravilu:
{\displaystyle \mathbf {\vec {a}} \cdot \mathbf {\vec {b}} =|\mathbf {\vec {a}} |~|\mathbf {\vec {b}} |~\cos \varphi \!\,.}
Razlaga: {\displaystyle |\mathbf {\vec {a}} |\!\,} in {\displaystyle |\mathbf {\vec {b}} |\!\,} sta velikosti danih vektorjev, {\displaystyle \cos \varphi \!\,} pa pomeni kosinus kota, ki ga oklepata dana vektorja, če izhajata iz skupne začetne točke.

#### Vektorski produkt
Vektorski produkt je računska operacija, ki dvema vektorjema kot rezultat priredi vektor {\displaystyle \mathbf {\vec {a}} \times \mathbf {\vec {b}} \!\,}:
{\displaystyle \mathbf {\vec {a}} \times \mathbf {\vec {b}} =|\mathbf {\vec {a}} |~|\mathbf {\vec {b}} |\sin \varphi \,\mathbf {\vec {n}} \!\,,}
določen z naslednjimi značilnostmi:
- rezultat je pravokoten na oba podatka,
- velikost (dolžina) rezultata {\displaystyle |\mathbf {\vec {a}} \times \mathbf {\vec {b}} |\!\,} je enaka ploščini paralelograma, ki ga določata oba podatka, če se ju nariše iz skupne začetne točke,
- smer (smisel) rezultata je določena s pravilom desne roke (če se desno roko zasuče z dlanjo naprej po krajši poti od prvega do drugega podatka, potem palec kaže v smeri rezultata).

Vektorski produkt je antikomutativen:
{\displaystyle \mathbf {\vec {a}} \times \mathbf {\vec {b}} =-(\mathbf {\vec {b}} \times \mathbf {\vec {a}} )\!\,.}

#### Mešani produkt
Skalarni mešani produkt ni novi operator, ampak je način uporabe drugih dveh multiplikacijski operatorjev na treh vektorjih. Skalarni mešani produkt je označen kot {\displaystyle (\mathbf {\vec {a}} ,\mathbf {\vec {b}} ,\mathbf {\vec {c}} )\!\,} in definiran kot:
{\displaystyle (\mathbf {\vec {a}} ,~\mathbf {\vec {b}} ,~\mathbf {\vec {c}} )=\mathbf {\vec {a}} \cdot (\mathbf {\vec {b}} \times \mathbf {\vec {c}} )\!\,.}
Ima tri glavne uporabe. Prvič, absolutna vrednost mešanega produkta je prostornina paralelepipeda z robovi, ki so določeni s tremi vektorji. Drugič, skalarni mešani produkt je enak nič, če in samo če so trije vektorji linearno odvisni, kar je mogoče zlahka dokazati z upoštevanjem, da morajo ležati v isti ravnini, da ne tvorijo prostornine. Tretjič, mešani produkt je pozitiven, če in samo če so trije vektorji {\displaystyle \mathbf {\vec {a}} \!\,}, {\displaystyle \mathbf {\vec {b}} \!\,} in {\displaystyle \mathbf {\vec {c}} \!\,} desnosučni.
Skalarni mešani produkt je linearen v vseh treh faktorjih, zamenjanih ciklično, in antisimetričen pri faktorjih, zamenjanih aciklično, v naslednjem smislu:
{\displaystyle (\mathbf {\vec {a}} ,~\mathbf {\vec {b}} ,~\mathbf {\vec {c}} )=(\mathbf {\vec {c}} ,~\mathbf {\vec {a}} ,~\mathbf {\vec {b}} )=(\mathbf {\vec {b}} ,~\mathbf {\vec {c}} ,~\mathbf {a} )=-(\mathbf {\vec {a}} ,~\mathbf {\vec {c}} ,~\mathbf {\vec {b}} )=-(\mathbf {\vec {b}} ,~\mathbf {\vec {a}} ,~\mathbf {\vec {c}} )=-(\mathbf {\vec {c}} ,~\mathbf {\vec {b}} ,~\mathbf {\vec {a}} )\!\,.}
Vektorski mešani produkt je definiran kot vektorski produkt vektorja z vektorskim produktom drugih dveh vektorjev. Zanj velja razvoj mešanega produkta ali Lagrangeeva formula:
{\displaystyle \mathbf {\vec {a}} \times (\mathbf {\vec {b}} \times \mathbf {\vec {c}} )=(\mathbf {\vec {a}} \cdot \mathbf {\vec {c}} )\mathbf {\vec {b}} -(\mathbf {\vec {a}} \cdot \mathbf {\vec {b}} )\mathbf {\vec {c}} =\mathbf {\vec {b}} (\mathbf {\vec {a}} \cdot \mathbf {\vec {c}} )-\mathbf {\vec {c}} (\mathbf {\vec {a}} \cdot \mathbf {\vec {b}} )\!\,.}
Ker je vektorski produkt antikomutativen, se lahko to formulo zapiše (do permutacije črk) tudi kot:
{\displaystyle (\mathbf {\vec {a}} \times \mathbf {\vec {b}} )\times \mathbf {\vec {c}} =-\mathbf {\vec {c}} \times (\mathbf {\vec {a}} \times \mathbf {\vec {b}} )=-(\mathbf {\vec {c}} \cdot \mathbf {\vec {b}} )\mathbf {\vec {a}} +(\mathbf {\vec {c}} \cdot \mathbf {\vec {a}} )\mathbf {\vec {b}} \!\,.}
Iz Lagrangeeve formule sledi, da za vektorski mešani produkt velja:
{\displaystyle \mathbf {\vec {a}} \times (\mathbf {\vec {b}} \times \mathbf {\vec {c}} )+\mathbf {\vec {b}} \times (\mathbf {\vec {c}} \times \mathbf {\vec {a}} )+\mathbf {\vec {c}} \times (\mathbf {\vec {a}} \times \mathbf {\vec {b}} )=\mathbf {\vec {0}} \!\,,}
kar je Jacobijeva enakost za vektorski produkt. Uporabna je tudi druga formula:
{\displaystyle (\mathbf {\vec {a}} \times \mathbf {\vec {b}} )\times \mathbf {\vec {c}} =\mathbf {\vec {a}} \times (\mathbf {\vec {b}} \times \mathbf {\vec {c}} )-\mathbf {\vec {b}} \times (\mathbf {\vec {a}} \times \mathbf {\vec {c}} )\!\,.}
Te formule so zelo uporabne pri poenostavljanju računanja z vektorji v fiziki. Sorodna enakost v zvezi z gradientom in uporabna v vektorskem računu je Lagrangeeva formula enakosti vektorskega mešanega produkta:
{\displaystyle \nabla \times (\nabla \times \mathbf {\vec {A}} )=\mathbf {\vec {\nabla }} (\nabla \cdot \mathbf {\vec {A}} )-(\nabla \cdot \nabla )\mathbf {\vec {A}} \!\,.}
To se lahko obravnava tudi kot poseben primer splošnejšega Laplace-de Rhamovega operatorja {\displaystyle \Delta =\mathrm {d} \delta +\delta \mathrm {d} =(\mathrm {d} +\delta )^{2}\!\,}.

#### Diadni produkt
Diadni ali tenzorski produkt {\displaystyle \mathbf {\vec {a}} \otimes \mathbf {\vec {b}} \!\,} ali {\displaystyle \mathbf {\vec {a}} \mathbf {\vec {b}} \!\,} (izgovorjeno kot »a diadno b«) dveh vektorjev tvori diado. Z diadami se lahko vektor linearno preslika v drug vektor (glej sliko). Komponenta vektorja {\displaystyle \mathbf {\vec {c}} \!\,} v smeri vektorja {\displaystyle \mathbf {\vec {b}} \!\,} postane v smeri vektorja {\displaystyle \mathbf {\vec {a}} \!\,} raztegnjen ali stisnjen vektor {\displaystyle \mathbf {\vec {d}} \!\,}. Preslikava se izvede s skalarnim produktom:
{\displaystyle (\mathbf {\vec {a}} \otimes \mathbf {\vec {b}} )\cdot \mathbf {\vec {c}} :=(\mathbf {\vec {b}} \cdot \mathbf {\vec {c}} )\mathbf {\vec {a}} \!\,.}
V trirazsežnem kartezičnem koordinatnem sistemu se lahko diadni produkt izračuna na naslednji način:
{\displaystyle \mathbf {\vec {a}} \otimes \mathbf {\vec {b}} ={\begin{bmatrix}a_{1}\\a_{2}\\a_{3}\end{bmatrix}}\otimes {\begin{bmatrix}b_{1}\\b_{2}\\b_{3}\end{bmatrix}}={\begin{bmatrix}a_{1}b_{1}&a_{1}b_{2}&a_{1}b_{3}\\a_{2}b_{1}&a_{2}b_{2}&a_{2}b_{3}\\a_{3}b_{1}&a_{3}b_{2}&a_{3}b_{3}\end{bmatrix}}\!\,.}
Diadni produkt ni komutativen in na splošno velja:
{\displaystyle \mathbf {\vec {a}} \otimes \mathbf {\vec {b}} \neq \mathbf {\vec {b}} \otimes \mathbf {\vec {a}} \!\,,}
je pa distributiven z vektorskim seštevanjem:
{\displaystyle {\begin{aligned}(\mathbf {\vec {a}} +\mathbf {\vec {b}} )\otimes \mathbf {\vec {c}} &=\mathbf {\vec {a}} \otimes \mathbf {\vec {c}} +\mathbf {\vec {b}} \otimes \mathbf {\vec {c}} ,\\\mathbf {\vec {a}} \otimes (\mathbf {\vec {b}} +\mathbf {\vec {c}} )&=\mathbf {\vec {a}} \otimes \mathbf {\vec {b}} +\mathbf {\vec {a}} \otimes \mathbf {\vec {c}} \!\,.\end{aligned}}}
Združljiv je tudi z množenjem s številom:
{\displaystyle \lambda (\mathbf {\vec {a}} \otimes \mathbf {\vec {b}} )=(\lambda \mathbf {\vec {a}} )\otimes \mathbf {\vec {b}} =\mathbf {\vec {a}} \otimes (\lambda \mathbf {\vec {b}} )=\lambda \mathbf {\vec {a}} \otimes \mathbf {\vec {b}} \!\,.}
Diadni produkt ustvari nov razred objektov v linearni algebri – matrike in linearne preslikave, odvisno od tega, ali je izračun v koordinatnem ali vektorskem prostoru. S povezovanjem več diad (na primer {\displaystyle {\vec {a}}\otimes {\vec {b}}\otimes {\vec {c}}\dotsm }) nastanejo diade višje ravni. Diade so poseben primer tenzorjev. Tenzorji so pomembni v mehaniki kontinuuma, Maxwellovih enačbah elektromagnetizma in splošni teoriji relativnosti. Zbirka formul tenzorske algebre ponuja pregled tenzorske algebre.

### Pretvorba med več kartezičnimi bazami
Vsi dosedanji zgledi so obravnavali vektorje, izražene z isto bazo, in sicer bazo {\displaystyle e\!\,} {\displaystyle \{\mathbf {\hat {e}} _{1},~\mathbf {\hat {e}} _{2},~\mathbf {\hat {e}} _{3}\}\!\,}. Vendar pa je vektor mogoče izraziti s poljubnim številom različnih baz, ki niso nujno poravnane druga z drugo in še vedno ostanejo isti vektor. V bazi {\displaystyle e\!\,} je vektor {\displaystyle \mathbf {\vec {a}} \!\,} po definiciji izražen kot:
{\displaystyle \mathbf {\vec {a}} =p\mathbf {\hat {e}} _{1}+q\mathbf {\hat {e}} _{2}+r\mathbf {\hat {e}} _{3}\!\,.}
Skalarne komponente baze {\displaystyle e\!\,} so po definiciji enake:
{\displaystyle p=\mathbf {\vec {a}} \cdot \mathbf {\hat {e}} _{1},\qquad q=\mathbf {\vec {a}} \cdot \mathbf {\hat {e}} _{2},\qquad r=\mathbf {\vec {a}} \cdot \mathbf {\hat {e}} _{3}\!\,.}
V drugi ortonormirani bazi {\displaystyle n=\{\mathbf {\hat {n}} _{1},~\mathbf {\hat {n}} _{2},~\mathbf {\hat {n}} _{3}\}\!\,}, ki ni nujno poravnana z {\displaystyle e\!\,}, je vektor {\displaystyle \mathbf {\vec {a}} \!\,} izražen kot:
{\displaystyle \mathbf {\vec {a}} =u\mathbf {\hat {n}} _{1}+v\mathbf {\hat {n}} _{2}+w\mathbf {\hat {n}} _{3}\!\,,}
skalarne komponente baze {\displaystyle n\!\,} pa so po definiciji enake:
{\displaystyle u=\mathbf {\vec {a}} \cdot \mathbf {\hat {n}} _{1},\qquad v=\mathbf {\vec {a}} \cdot \mathbf {\hat {n}} _{2},\qquad w=\mathbf {\vec {a}} \cdot \mathbf {\hat {n}} _{3}\!\,.}
Vrednosti {\displaystyle p\!\,}, {\displaystyle q\!\,}, {\displaystyle r\!\,} in {\displaystyle u\!\,}, {\displaystyle v\!\,}, {\displaystyle w\!\,} so povezane z enotskimi vektorji tako, da je dobljena vektorska vsota popolnoma enak fizični vektor {\displaystyle \mathbf {\vec {a}} \!\,} v obeh primerih. Običajno se sreča vektorje, znane v smislu različnih baz (na primer, ena baza je pritrjena na Zemljo, druga pa na premikajoče se vozilo). V takem primeru je treba razviti metodo za pretvorbo med bazami, da se lahko izvajajo osnovne vektorske operacije, kot sta seštevanje in odštevanje. Eden od načinov za izražanje {\displaystyle u\!\,}, {\displaystyle v\!\,}, {\displaystyle w\!\,} v smislu {\displaystyle p\!\,}, {\displaystyle q\!\,}, {\displaystyle r\!\,} je uporaba stolpičnih matrik skupaj z matriko smernih kosinusov, ki vsebuje informacije o povezavi obeh baz. Tak izraz se lahko oblikuje z zamenjavo zgornjih enačb v obliko:
{\displaystyle {\begin{aligned}u&=(p\mathbf {\hat {e}} _{1}+q\mathbf {\hat {e}} _{2}+r\mathbf {\hat {e}} _{3})\cdot \mathbf {\hat {n}} _{1},\\v&=(p\mathbf {\hat {e}} _{1}+q\mathbf {\hat {e}} _{2}+r\mathbf {\hat {e}} _{3})\cdot \mathbf {\hat {n}} _{2},\\w&=(p\mathbf {\hat {e}} _{1}+q\mathbf {\hat {e}} _{2}+r\mathbf {\hat {e}} _{3})\cdot \mathbf {\hat {n}} _{3}\!\,.\end{aligned}}}
Razvitje skalarnega produkta daje:
{\displaystyle {\begin{aligned}u&=p\mathbf {\hat {e}} _{1}\cdot \mathbf {\hat {n}} _{1}+q\mathbf {\hat {e}} _{2}\cdot \mathbf {\hat {n}} _{1}+r\mathbf {\hat {e}} _{3}\cdot \mathbf {\hat {n}} _{1},\\v&=p\mathbf {\hat {e}} _{1}\cdot \mathbf {\hat {n}} _{2}+q\mathbf {\hat {e}} _{2}\cdot \mathbf {\hat {n}} _{2}+r\mathbf {\hat {e}} _{3}\cdot \mathbf {\hat {n}} _{2},\\w&=p\mathbf {\hat {e}} _{1}\cdot \mathbf {\hat {n}} _{3}+q\mathbf {\hat {e}} _{2}\cdot \mathbf {\hat {n}} _{3}+r\mathbf {\hat {e}} _{3}\cdot \mathbf {\hat {n}} _{3}\!\,.\end{aligned}}}
Če se vsak skalarni produkt zamenja z enoličnim skalarjem, izhaja:
{\displaystyle {\begin{aligned}u&=c_{11}p+c_{12}q+c_{13}r,\\v&=c_{21}p+c_{22}q+c_{23}r,\\w&=c_{31}p+c_{32}q+c_{33}r\!\,,\end{aligned}}}
te enačbe pa se lahko izrazijo z eno matrično enačbo:
{\displaystyle {\begin{bmatrix}u\\v\\w\\\end{bmatrix}}={\begin{bmatrix}c_{11}&c_{12}&c_{13}\\c_{21}&c_{22}&c_{23}\\c_{31}&c_{32}&c_{33}\end{bmatrix}}{\begin{bmatrix}p\\q\\r\end{bmatrix}}\!\,.}
Ta matrična enačba povezuje skalarne komponente vektorja {\displaystyle \mathbf {\vec {a}} \!\,} v bazi {\displaystyle n=\{u,~v,w\}\!\,} s tistimi v bazi {\displaystyle e=\{p,~q,~r\}\!\,}. Vsak matrični element {\displaystyle c_{jk}\!\,} je smerni kosinus, ki povezuje {\displaystyle n_{j}\!\,} in {\displaystyle e_{k}\!\,}. Izraz smerni kosinus se nanaša na kosinus kota med dvema enotskima vektorjema, ki je prav tako enak njunemu skalarnemu produktu. Zato je:
{\displaystyle {\begin{aligned}c_{11}&=\mathbf {\hat {n}} _{1}\cdot \mathbf {\hat {e}} _{1},\qquad c_{12}=\mathbf {\hat {n}} _{1}\cdot \mathbf {\hat {e}} _{2},\qquad c_{13}=\mathbf {\hat {n}} _{1}\cdot \mathbf {\hat {e}} _{3},\\c_{21}&=\mathbf {\hat {n}} _{2}\cdot \mathbf {\hat {e}} _{1},\qquad c_{22}=\mathbf {\hat {n}} _{2}\cdot \mathbf {\hat {e}} _{2},\qquad c_{23}=\mathbf {\hat {n}} _{2}\cdot \mathbf {\hat {e}} _{3},\\c_{31}&=\mathbf {\hat {n}} _{3}\cdot \mathbf {\hat {e}} _{1},\qquad c_{32}=\mathbf {\hat {n}} _{3}\cdot \mathbf {\hat {e}} _{2},\qquad c_{33}=\mathbf {\hat {n}} _{3}\cdot \mathbf {\hat {e}} _{3}\!\,.\end{aligned}}}
S skupnim sklicevanjem na {\displaystyle \mathbf {\hat {e}} _{1}\!\,}, {\displaystyle \mathbf {\hat {e}} _{2}\!\,}, {\displaystyle \mathbf {\hat {e}} _{3}\!\,} kot bazo {\displaystyle e\!\,} in na {\displaystyle \mathbf {\hat {n}} _{1}\!\,}, {\displaystyle \mathbf {\hat {n}} _{2}\!\,}, {\displaystyle \mathbf {\hat {n}} _{3}\!\,} kot na bazo {\displaystyle n\!\,} je matrika, ki vsebuje vse {\displaystyle c_{jk}\!\,}, znana kot »transformacijska matrika iz {\displaystyle e\!\,} v {\displaystyle n\!\,}« ali »rotacijska matrika iz {\displaystyle e\!\,} v {\displaystyle n\!\,}« (ker se jo lahko predstavlja kot »vrtenje« vektorja iz ene baze v drugo), ali »matrika smernih kosinusov iz {\displaystyle e\!\,} v {\displaystyle n\!\,}« (ker vsebuje smerne kosinuse). Značilnosti rotacijske matrike so takšne, da je njen inverz enak njenemu transponiranju. To pomeni, da je »rotacijska matrika iz {\displaystyle e\!\,} v {\displaystyle n\!\,}« transponirana »rotacijska matrika iz {\displaystyle n\!\,} v {\displaystyle e\!\,}«.
Značilnosti matrike smernih kosinusov {\displaystyle C\!\,} so:
- njena determinanta je enota, {\displaystyle |C|=1\!\,},
- njen inverz je enak njeni transponiranki,
- vrstice in stolpci so ortogonalni enotski vektorji, zato je njihov skalarni produkt enak nič.

Prednost te metode je, da je matriko smernega kosinusa običajno mogoče pridobiti neodvisno z uporabo Eulerjevih kotov ali kvaterniona za povezavo dveh vektorskih baz, tako da je bazne pretvorbe mogoče izvesti neposredno, ne da bi bilo treba izračunati vse zgoraj opisane skalarne produkte.
Z uporabo več zaporednih matričnih množenj je mogoče kateri koli vektor izraziti v poljubni bazi, če je znana množica smernih kosinusov, ki povezujejo zaporedne baze.

## Koordinate

### Vpeljava koordinat
Če je v ravnini ali v prostoru podan koordinatni sistem, se lahko vektor zapiše s koordinatami.
Krajevni vektor (starejši izraz radij-vektor) točke {\displaystyle T\!\,} je vektor, ki poteka od izhodišča koordinatnega sistema do točke {\displaystyle T\!\,}. Označi se ga {\displaystyle {\overrightarrow {0T}}\!\,} ali {\displaystyle \mathbf {\vec {r}} _{T}\!\,}.
Krajevni vektor ima enake koordinate kot njegova končna točka. Zgled: vektor, ki poteka od izhodišča do točke {\displaystyle T(2,~3)\!\,}, je enak {\displaystyle \mathbf {\vec {r}} _{T}={\begin{bmatrix}2~3\end{bmatrix}}\!\,}.
Če se vektor ne začne v izhodišču, se ga lahko najprej vzporedno prestavi v izhodišče, potem pa se določi njegove koordinate. Po drugi strani pa se lahko koordinate vektorja (ki se ne začne v izhodišču) razume kot relativne koordinate – tj. koordinate končne točke glede na začetno točko.
V ravnini ali prostoru s koordinatnim sistemom se lahko izbere tudi vektorsko bazo. Najbolj običajno je, da se za bazne vektorje izbere vektorje, ki so dolgi po 1 enoto in se po smeri ujemajo s koordinatnimi osmi (enotski vektorji). Taka baza se imenuje standardna ortonormirana baza. 
Standardna ortonormirana baza prostora je sestavljena iz vektorjev:
{\displaystyle \mathbf {\hat {i}} ={\begin{bmatrix}1\\0\\0\end{bmatrix}}={\begin{bmatrix}1~0~0\end{bmatrix}}^{\top },\quad \mathbf {\hat {j}} ={\begin{bmatrix}0\\1\\0\end{bmatrix}}={\begin{bmatrix}0~1~0\end{bmatrix}}^{\top },\quad \mathbf {\hat {k}} ={\begin{bmatrix}0\\0\\1\end{bmatrix}}={\begin{bmatrix}0~0~1\end{bmatrix}}^{\top }\!\,}.
Če se dani vektor izrazi s táko bazo, se vidi, da velja zakonitost:
Komponente pri razvoju vektorja po standardni ortonormirani bazi so enake kot koordinate vektorja. Torej:
{\displaystyle \mathbf {\vec {a}} =a_{1}\mathbf {\hat {i}} +a_{2}\mathbf {\hat {j}} +a_{3}\mathbf {\hat {k}} \iff \mathbf {\vec {a}} ={\begin{bmatrix}a_{1}~a_{2}~a_{3}\end{bmatrix}}\!\,.}

### Računanje s koordinatami
S koordinatami vektorjev se lahko računa po naslednjih pravilih. Pri tem sta podana (vrstična) vektorja {\displaystyle \mathbf {\vec {a}} ={\begin{bmatrix}a_{1}~a_{2}~a_{3}\end{bmatrix}}^{\top }\!\,} in {\displaystyle \mathbf {\vec {b}} ={\begin{bmatrix}b_{1}~b_{2}~b_{3}\end{bmatrix}}^{\top }\!\,}:
- Vsota:

{\displaystyle \mathbf {\vec {a}} +\mathbf {\vec {b}} =(a_{1}+b_{1})\mathbf {\hat {e}} _{1}+(a_{2}+b_{2})\mathbf {\hat {e}} _{2}+(a_{3}+b_{3})\mathbf {\hat {e}} _{3}={\begin{bmatrix}a_{1}+b_{1}\\a_{2}+b_{2}\\a_{3}+b_{3}\end{bmatrix}}={\begin{bmatrix}a_{1}+b_{1}~a_{2}+b_{2}~a_{3}+b_{3}\end{bmatrix}}^{\top }\!\,.}
- Razlika:

{\displaystyle \mathbf {\vec {a}} -\mathbf {\vec {b}} =(a_{1}-b_{1})\mathbf {\hat {e}} _{1}+(a_{2}-b_{2})\mathbf {\hat {e}} _{2}+(a_{3}-b_{3})\mathbf {\hat {e}} _{3}={\begin{bmatrix}a_{1}-b_{1}\\a_{2}-b_{2}\\a_{3}-b_{3}\end{bmatrix}}={\begin{bmatrix}a_{1}-b_{1}~a_{2}-b_{2}~a_{3}-b_{3}\end{bmatrix}}^{\top }\!\,.}
- Produkt s številom {\displaystyle n\!\,}:

{\displaystyle n\mathbf {\vec {a}} =(na_{1})\mathbf {\hat {e}} _{1}+(na_{2})\mathbf {\hat {e}} _{2}+(na_{3})\mathbf {\hat {e}} _{3}={\begin{bmatrix}na_{1}\\na_{2}\\na_{3}\end{bmatrix}}={\begin{bmatrix}na_{1}~na_{2}~na_{3}\end{bmatrix}}^{\top }\!\,.}
- Velikost:

{\displaystyle |\mathbf {\vec {a}} |={\sqrt {a_{1}^{2}|\mathbf {\hat {e}} _{1}|+a_{2}^{2}|\mathbf {\hat {e}} _{2}|+a_{3}^{2}|\mathbf {\hat {e}} _{3}|}}={\sqrt {a_{1}^{2}+a_{2}^{2}+a_{3}^{2}}}\!\,.}
- Skalarni produkt:

{\displaystyle \mathbf {\vec {a}} \cdot \mathbf {\vec {b}} =a_{1}b_{1}|\mathbf {\hat {e}} _{1}|+a_{2}b_{2}|\mathbf {\hat {e}} _{2}|+a_{3}b_{3}|\mathbf {\hat {e}} _{3}|=a_{1}b_{1}+a_{2}b_{2}+a_{3}b_{3}\!\,.}
- Vektorski produkt:[36]

{\displaystyle {\begin{aligned}\mathbf {\vec {a}} \times \mathbf {\vec {b}} ={\begin{vmatrix}\mathbf {\hat {e}} _{1}&\mathbf {\hat {e}} _{2}&\mathbf {\hat {e}} _{3}\\a_{1}&a_{2}&a_{3}\\b_{1}&b_{2}&b_{3}\end{vmatrix}}&={\begin{vmatrix}a_{2}&a_{3}\\b_{2}&b_{3}\end{vmatrix}}\mathbf {\hat {e}} _{1}-{\begin{vmatrix}a_{1}&a_{3}\\b_{1}&b_{3}\end{vmatrix}}\mathbf {\hat {e}} _{2}+{\begin{vmatrix}a_{1}&a_{2}\\b_{1}&b_{2}\end{vmatrix}}\mathbf {\hat {e}} _{3}\\&=(a_{2}b_{3}-a_{3}b_{2})\mathbf {\hat {e}} _{1}+(a_{3}b_{1}-a_{1}b_{3})\mathbf {\hat {e}} _{2}+(a_{1}b_{2}-a_{2}b_{1})\mathbf {\hat {e}} _{3}\\&={\begin{bmatrix}a_{2}b_{3}-a_{3}b_{2}\\a_{3}b_{1}-a_{1}b_{3}\\a_{1}b_{2}-a_{2}b_{1}\end{bmatrix}}={\begin{bmatrix}a_{2}b_{3}-a_{3}b_{2}~a_{3}b_{1}-a_{1}b_{3}~a_{1}b_{2}-a_{2}b_{1}\end{bmatrix}}^{\top }\!\,.\end{aligned}}}
Enaka pravila veljajo tudi za računanje z dvorazsežnimi vektorji, le da imajo ti eno koordinato manj.
- Mešani produkt:

V komponentah (z ozirom na desnosučno ortonormirano bazo), če se tri vektorje predstavlja kot vrstice (ali stolpce, vendar v enakem vrstnem redu), je skalarni mešani produkt preprosto determinanta matrike 3 krat 3, ki ima tri vektorje za vrstice:
{\displaystyle (\mathbf {\vec {a}} ,\ \mathbf {\vec {b}} ,\ \mathbf {\vec {c}} )={\begin{vmatrix}a_{1}&a_{2}&a_{3}\\b_{1}&b_{2}&b_{3}\\c_{1}&c_{2}&c_{3}\end{vmatrix}}=(a_{2}b_{3}-a_{3}b_{2}){a}_{1}+(a_{3}b_{1}-a_{1}b_{3}){a}_{2}+(a_{1}b_{2}-a_{2}b_{1}){a}_{3}\!\,.}
Vektorski mešani produkt za komponento {\displaystyle 1\!\,} je:
{\displaystyle {\begin{aligned}(\mathbf {\vec {a}} \times (\mathbf {\vec {b}} \times \mathbf {\vec {c}} ))_{1}&=\mathbf {\vec {a}} _{2}(\mathbf {\vec {b}} _{1}\mathbf {\vec {c}} _{2}-\mathbf {\vec {b}} _{2}\mathbf {\vec {c}} _{1})-\mathbf {\vec {a}} _{3}(\mathbf {\vec {b}} _{3}\mathbf {\vec {c}} _{1}-\mathbf {\vec {b}} _{1}\mathbf {\vec {c}} _{3})\\&=\mathbf {\vec {b}} _{1}(\mathbf {\vec {a}} _{2}\mathbf {\vec {c}} _{2}+\mathbf {\vec {a}} _{3}\mathbf {\vec {c}} _{3})-\mathbf {\vec {c}} _{1}(\mathbf {\vec {a}} _{2}\mathbf {\vec {b}} _{2}+\mathbf {\vec {a}} _{3}\mathbf {\vec {b}} _{3})\\&=\mathbf {\vec {b}} _{1}(\mathbf {\vec {a}} _{2}\mathbf {\vec {c}} _{2}+\mathbf {\vec {a}} _{3}\mathbf {\vec {c}} _{3})-\mathbf {\vec {c}} _{1}(\mathbf {\vec {a}} _{2}\mathbf {\vec {b}} _{2}+\mathbf {\vec {a}} _{3}\mathbf {\vec {b}} _{3})+(\mathbf {\vec {a}} _{1}\mathbf {\vec {b}} _{1}\mathbf {\vec {c}} _{1}-\mathbf {\vec {a}} _{1}\mathbf {\vec {b}} _{1}\mathbf {\vec {c}} _{1})\\&=\mathbf {\vec {b}} _{1}(\mathbf {\vec {a}} _{1}\mathbf {\vec {c}} _{1}+\mathbf {\vec {a}} _{2}\mathbf {\vec {c}} _{2}+\mathbf {\vec {a}} _{3}\mathbf {\vec {c}} _{3})-\mathbf {\vec {c}} _{1}(\mathbf {\vec {a}} _{1}\mathbf {\vec {b}} _{1}+\mathbf {\vec {a}} _{2}\mathbf {\vec {b}} _{2}+\mathbf {\vec {a}} _{3}\mathbf {\vec {b}} _{3})\\&=(\mathbf {\vec {a}} \cdot \mathbf {\vec {c}} )\mathbf {\vec {b}} _{1}-(\mathbf {\vec {a}} \cdot \mathbf {\vec {b}} )\mathbf {\vec {c}} _{1}\!\,.\end{aligned}}}
Podobno sta komponenti {\displaystyle 2\!\,} in {\displaystyle 3\!\,} produkta {\displaystyle \mathbf {\vec {a}} \times (\mathbf {\vec {b}} \times \mathbf {\vec {c}} )\!\,} dani kot:
{\displaystyle (\mathbf {\vec {a}} \times (\mathbf {\vec {b}} \times \mathbf {\vec {c}} ))_{2}=(\mathbf {\vec {a}} \cdot \mathbf {\vec {c}} )\mathbf {\vec {b}} _{2}-(\mathbf {\vec {a}} \cdot \mathbf {\vec {b}} )\mathbf {\vec {b}} _{2}\!\,,}
{\displaystyle (\mathbf {\vec {a}} \times (\mathbf {\vec {b}} \times \mathbf {\vec {c}} ))_{3}=(\mathbf {\vec {a}} \cdot \mathbf {\vec {c}} )\mathbf {\vec {b}} _{3}-(\mathbf {\vec {a}} \cdot \mathbf {\vec {b}} )\mathbf {\vec {c}} _{3}\!\,.}

## Druge razsežnosti in posplošeni vektorji
Koordinate omogočajo preprosto posplošitev vektorjev na poljubno razsežnost. Vektor v {\displaystyle n\!\,}-razsežnem prostoru se predstavlja podobno kot {\displaystyle n\!\,}-terico števil:
{\displaystyle \mathbf {\vec {a}} ={\begin{bmatrix}a_{1}\\a_{2}\\\vdots \\a_{n}\end{bmatrix}}={\begin{bmatrix}a_{1}~a_{2}~\ldots ~a_{n}\end{bmatrix}}^{\top }\!\,.}
S takšnimi vektorji se računa po enakih pravilih, kot so se zapisale za računanje s trirazsežnimi vektorji, le da se namesto trojic števil vzame {\displaystyle n\!\,}-terice.
Na takšnih vektorjih je zasnovana teorija splošnih vektorskih prostorov.
Z izjemo vektorskih in mešanih produktov se zgornje formule posplošujejo na dve razsežnosti in višje razsežnosti. Seštevanje se na primer posploši na dve razsežnosti za vektorja {\displaystyle \mathbf {\vec {a}} ={\begin{bmatrix}a_{1}\\a_{2}\end{bmatrix}}={\begin{bmatrix}a_{1}~a_{2}\end{bmatrix}}^{\top }\!\,} in {\displaystyle \mathbf {\vec {b}} ={\begin{bmatrix}b_{1}\\b_{2}\end{bmatrix}}={\begin{bmatrix}b_{1}~b_{2}\end{bmatrix}}^{\top }\!\,} kot:
{\displaystyle \mathbf {\vec {a}} +\mathbf {\vec {b}} =(a_{1}\mathbf {\hat {e}} _{1}+a_{2}\mathbf {\hat {e}} _{2})+(b_{1}\mathbf {\hat {e}} _{1}+b_{2}\mathbf {\hat {e}} _{2})=(a_{1}+b_{1})\mathbf {\hat {e}} _{1}+(a_{2}+b_{2})\mathbf {\hat {e}} _{2}={\begin{bmatrix}a_{1}+b_{1}\\a_{2}+b_{2}\end{bmatrix}}={\begin{bmatrix}a_{1}+b_{1}~a_{2}+b_{2}\end{bmatrix}}^{\top }\!\,}
in na štiri razsežnosti za vektorja {\displaystyle \mathbf {\vec {a}} ={\begin{bmatrix}a_{1}\\a_{2}\\a_{3}\\a_{4}\end{bmatrix}}={\begin{bmatrix}a_{1}~a_{2}~a_{3}~a_{4}\end{bmatrix}}^{\top }\!\,} in {\displaystyle \mathbf {\vec {b}} ={\begin{bmatrix}a_{1}\\a_{2}\\a_{3}\\a_{4}\end{bmatrix}}={\begin{bmatrix}b_{1}~b_{2}~b_{3}~b_{4}\end{bmatrix}}^{\top }\!\,} kot:
{\displaystyle {\begin{aligned}\mathbf {\vec {a}} +\mathbf {\vec {b}} &=(a_{1}\mathbf {\hat {e}} _{1}+a_{2}\mathbf {\hat {e}} _{2}+a_{3}\mathbf {\hat {e}} _{3}+a_{4}\mathbf {\hat {e}} _{4})+(b_{1}\mathbf {\hat {e}} _{1}+b_{2}\mathbf {\hat {e}} _{2}+b_{3}\mathbf {\hat {e}} _{3}+b_{4}\mathbf {\hat {e}} _{4})\\&=(a_{1}+b_{1})\mathbf {\hat {e}} _{1}+(a_{2}+b_{2})\mathbf {\hat {e}} _{2}+(a_{3}+b_{3})\mathbf {\hat {e}} _{3}+(a_{4}+b_{4})\mathbf {\hat {e}} _{4}\\&={\begin{bmatrix}a_{1}+b_{1}\\a_{2}+b_{2}\\a_{3}+b_{3}\\a_{4}+b_{4}\end{bmatrix}}={\begin{bmatrix}a_{1}+b_{1}~a_{2}+b_{2}~a_{3}+b_{3}~a_{4}+b_{4}\end{bmatrix}}^{\top }\!\,.\end{aligned}}}
Vektorski produkt se na druge razsežnosti ne posplošuje zlahka, čeprav se tesno povezan zunanji produkt posplošuje in katerega rezultat je bivektor. V dveh razsežnostih je to preprosto psevdoskalar:
{\displaystyle \mathbf {\vec {a}} \wedge \mathbf {\vec {b}} =(a_{1}\mathbf {\hat {e}} _{1}+a_{2}\mathbf {\hat {e}} _{2})\wedge (b_{1}\mathbf {\hat {e}} _{1}+b_{2}\mathbf {\hat {e}} _{2})=(a_{1}b_{2}-a_{2}b_{1})\mathbf {\hat {e}} _{1}\mathbf {\hat {e}} _{2}\!\,.}
Sedemrazsežni vektorski produkt je podoben vektorskemu produktu v tem, da je njegov rezultat vektor, pravokoten na dva argumenta – vendar ne obstaja naravni način za izbiro enega od možnih takih objektov.

### Standardni skalarni produkt
Standardni skalarni produkt dveh vektorjev je definiran kot:
{\displaystyle \mathbf {\vec {a}} \cdot \mathbf {\vec {b}} ={\begin{bmatrix}a_{1}\\\vdots \\a_{n}\end{bmatrix}}\cdot {\begin{bmatrix}b_{1}\\\vdots \\b_{n}\end{bmatrix}}:=a_{1}b_{1}+\dotsb +a_{n}a_{n}\!\,.}
Z njim je določen {\displaystyle n\!\,}-razsežni evklidski prostor {\displaystyle \mathbb {R} ^{n}\!\,}.

### Množenje z matriko
Če je {\displaystyle A\in \mathbb {R} ^{m\times n}\!\,} matrika {\displaystyle m\times n\!\,} in {\displaystyle \mathbf {\vec {a}} \in \mathbb {R} ^{n}\!\,} stolpični vektor, se ga lahko obravnava kot enostolpična matrika v {\displaystyle \mathbb {R} ^{n\times 1}\!\,} in zgradi matričnovektorski produkt {\displaystyle A\mathbf {\vec {a}} \!\,}. Rezultat je stolpični vektor v {\displaystyle \mathbb {R} ^{m}\!\,}:
{\displaystyle A\mathbf {\vec {a}} ={\begin{bmatrix}a_{11}&\dots &a_{1n}\\\vdots &\ddots &\vdots \\a_{m1}&\dots &a_{mn}\end{bmatrix}}\,{\begin{bmatrix}a_{1}\\\vdots \\a_{n}\end{bmatrix}}={\begin{bmatrix}a_{11}a_{1}+\dotsb +a_{1n}a_{n}\\\vdots \\a_{m1}a_{1}+\dotsb +a_{mn}a_{n}\end{bmatrix}}\!\,.}
Množenje z matriko {\displaystyle m\times n\!\,} je linearna preslikava {\displaystyle \mathbb {R} ^{n}\!\,} v {\displaystyle \mathbb {R} ^{m}\!\,}. Vsaka linearna preslikava se lahko predstavi kot množenje vektorja z matriko.

### Velikost
Velikost (dolžina ali norma) vektorja je podana s kvadratnim korenom skalarnega produkta vektorja s samim seboj:
{\displaystyle |\mathbf {\vec {a}} |={\sqrt {\mathbf {\vec {a}} \cdot \mathbf {\vec {a}} }}={\sqrt {a_{1}^{2}+\dotsb +a_{n}^{2}}}\!\,.}
Poleg te evklidske norme se uporabljajo tudi druge norme (glej na primer p-norma)

### Vrstični in stolpični vektorji
Če se obravnava vektorje kot matrike, kot stolpični vektorji obstajajo kot matrike {\displaystyle n\times 1\!\,}. Na primer:
{\displaystyle \mathbf {\vec {a}} ={\begin{bmatrix}a_{1}\\\vdots \\a_{n}\end{bmatrix}}\!\,,}
obstajajo pa tudi pridruženi vektorji kot matrike {\displaystyle 1\times n\!\,}. Na primer:
{\displaystyle \mathbf {\vec {a}} ^{\top }=[a_{1}~\dotsc ~a_{n}]\!\,,}
kot vrstični vektorji, pri čemer {\displaystyle \mathbf {\vec {a}} ^{\top }\!\,} predstavlja transponiranje {\displaystyle \mathbf {\vec {a}} \!\,}.
V tem zapisu standardni skalarni produkt ni nič drugega kot matrično množenje matrike {\displaystyle 1\times n\!\,} z matriko {\displaystyle n\times 1\!\,}, rezultat pa je 'matrika' {\displaystyle 1\times 1\!\,}, oziroma skalar:
{\displaystyle \mathbf {\vec {a}} \cdot \mathbf {\vec {b}} =\mathbf {\vec {a}} ^{\top }\mathbf {\vec {b}} ={\begin{bmatrix}a_{1}~\dotsc ~a_{n}\end{bmatrix}}~{\begin{bmatrix}b_{1}\\\vdots \\b_{n}\end{bmatrix}}=a_{1}b_{1}+\dotsb +a_{n}b_{n}\!\,.}
Diadni produkt je enak matričnemu množenju matrike {\displaystyle n\times 1\!\,} z matriko {\displaystyle 1\times n\!\,}, rezultat pa je kvadratna matrika {\displaystyle n\times n\!\,}:
{\displaystyle \mathbf {\vec {a}} \otimes \mathbf {\vec {b}} =\mathbf {\vec {a}} \,\mathbf {\vec {b}} ^{\top }={\begin{bmatrix}a_{1}\\\vdots \\a_{n}\end{bmatrix}}\ {\begin{bmatrix}b_{1}~\dotsc ~b_{n}\end{bmatrix}}={\begin{bmatrix}a_{1}b_{1}&\ldots &a_{1}b_{n}\\\vdots &\ddots &\vdots \\a_{n}b_{1}&\ldots &a_{n}b_{n}\end{bmatrix}}\!\,.}

## Fizika
Vektorji se veliko uporabljajo v fiziki in drugih znanostih.

### Dolžina in enote
V abstraktnih vektorskih prostorih je dolžina puščice odvisna od brezrazsežnega merila. Če predstavlja na primer silo, ima »merilo« fizikalno razsežnost dolžina / sila ({\displaystyle M\cdot L^{2}\cdot T^{-2}\!\,}). Tako je značilno doslednost v merilu med količinami iste razsežnosti, sicer pa se lahko merilna razmerja razlikujejo – na primer, če sta »1 newton« in »5 m« oba predstavljena s puščico 2 cm, sta merilni razmerji 1 m : 50 N oziroma 1 : 250. Enake dolžine vektorjev različnih razsežnosti nimajo posebnega pomena, razen če obstaja neka sorazmernostna konstanta kot del sistema, ki ga diagram predstavlja. Tudi dolžina enotskega vektorja (razsežnosti dolžine ({\displaystyle L\!\,}), ne dolžine / sila itd.) nima pomena, ki je nespremenljiv s koordinatnim sistemom.

### Vektorske funkcije
Pogosto se na področjih fizike in matematike vektor razvija v času, kar pomeni, da je odvisen od časovnega parametra {\displaystyle t\!\,}. Če na primer krajevni vektor {\displaystyle \mathbf {\vec {r}} \!\,} predstavlja vektor lege delca, potem funkcija {\displaystyle \mathbf {\vec {r}} (t)\!\,} daje parametrično predstavitev trajektorije delca. Funkcije z vektorskimi vrednostmi je mogoče odvajati in integrirati z odvajanjem ali integriranjem komponent vektorja, mnoga znana pravila iz infinitezimalnega računa pa še naprej veljajo za odvod in integral funkcij z vektorskimi vrednostmi.

### Lega, hitrost, pospešek in trzaj
Lega točke {\displaystyle \mathbf {\vec {x}} =(x_{1},~x_{2},~x_{3})\!\,} v trirazsežnem prostoru se lahko predstavi s krajevnim vektorjem, katerega začetna točka je koordinatno izhodišče:
{\displaystyle \mathbf {\vec {x}} =x_{1}\mathbf {\hat {e}} _{1}+x_{2}\mathbf {\hat {e}} _{2}+x_{3}\mathbf {\hat {e}} _{3}=[x_{1},~x_{2},~x_{3}]\!\,.}
Krajevni vektor ima razsežnost dolžine ({\displaystyle L\!\,}).
Za dani dve točki {\displaystyle \mathbf {\vec {x}} =(x_{1},~x_{2},~x_{3})\!\,} in {\displaystyle \mathbf {\vec {y}} =(y_{1},~y_{2},~y_{3})\!\,} je premik med njima vektor:
{\displaystyle \mathbf {\vec {y}} -\mathbf {\vec {x}} =(y_{1}-x_{1})\mathbf {\hat {e}} _{1}+(y_{2}-x_{2})\mathbf {\hat {e}} _{2}+(y_{3}-x_{3})\mathbf {\hat {e}} _{3}=[y_{1}-x_{1},~y_{2}-x_{2},~y_{3}-x_{3}]\!\,,}
ki določa lego točke {\displaystyle \mathbf {\vec {y}} \!\,} glede na točko {\displaystyle \mathbf {\vec {x}} \!\,}. Dolžina tega vektorja daje razdaljo na premici od {\displaystyle \mathbf {\vec {x}} \!\,} do {\displaystyle \mathbf {\vec {y}} \!\,}. Premik ima razsežnost dolžine ({\displaystyle L\!\,}).
Hitrost {\displaystyle \mathbf {\vec {v}} \!\,} točkastega telesa ali delca je vektor, njegova velikost pa daje velikost hitrosti. Za konstantno hitrost bo lega ob času {\displaystyle t\!\,} enaka:
{\displaystyle \mathbf {\vec {x}} _{t}=t\mathbf {\vec {v}} +\mathbf {\vec {x}} _{0}\!\,,}
kjer je {\displaystyle \mathbf {\vec {x}} _{0}\!\,} lega v času {\displaystyle t=0\!\,}. Hitrost je časovni odvod lege. Njena razsežnost je dolžina / čas ({\displaystyle L\cdot T^{-1}\!\,}).
Pospešek {\displaystyle \mathbf {\vec {a}} \!\,} točkastega telesa je vektor, ki je časovni odvod hitrosti. Njegova razsežnost je dolžina / čas2 ({\displaystyle L\cdot T^{-2}\!\,}).
Trzaj {\displaystyle \mathbf {\vec {j}} \!\,} točkastega telesa je vektor, ki je časovni odvod pospeška z razsežnostjo dolžina / čas3 ({\displaystyle L\cdot T^{-3}\!\,}).

### Sila in delo
Sila je vektor z razsežnostjo masa · dolžina / čas2 ({\displaystyle M\cdot L\cdot T^{2}\!\,}), drugi Newtonov zakon pa je množenje pospeška z maso:
{\displaystyle \mathbf {\vec {F}} =m\mathbf {\vec {a}} \!\,.}
Delo je skalar in je skalarni produkt sile in premika prijemališča sile:
{\displaystyle W=\mathbf {\vec {F}} \cdot {\begin{bmatrix}\mathbf {\vec {x}} _{2}-\mathbf {\vec {x}} _{1}\end{bmatrix}}\!\,.}

## Vektorji, psevdovektorji in transformacije
Alternativna karakterizacija evklidskih vektorjev, zlasti v fiziki, jih opisuje kot sezname količin, ki se pri koordinatni transformaciji obnašajo na določen način. Kontravariantni vektor mora imeti komponente, ki se pri spremembah baze »transformirajo nasproti bazi«. Sam vektor se pri transformaciji baze ne spremeni – namesto tega komponente vektorja naredijo spremembo, ki prekliče spremembo v bazi. Z drugimi besedami, če bi se referenčne osi (in iz njih izpeljana baza) zavrtele v eno smer, bi se komponentna predstavitev vektorja zavrtela v nasprotni smeri, da bi ustvarila isti končni vektor. Podobno, če bi bile referenčne osi raztegnjene v eno smer, bi se komponente vektorja zmanjšale na natančno kompenzacijski način. Matematično gledano, če je baza podvržena transformaciji, ki jo opisuje obrnljiva matrika {\displaystyle M\!\,}, tako da se koordinatni vektor {\displaystyle \mathbf {\vec {x}} \!\,} transformira v {\displaystyle \mathbf {\vec {x}} '=M\mathbf {\vec {x}} \!\,}, potem se mora kontravariantni vektor {\displaystyle \mathbf {\vec {v}} \!\,} podobno transformirati prek {\displaystyle \mathbf {\vec {v}} '=M^{-1}\mathbf {\vec {v}} \!\,}. Ta pomembna zahteva je tisto, po čemer se kontravariantni vektor razlikuje od katere koli druge trojice fizikalno pomembnih količin. Če je na primer {\displaystyle \mathbf {\vec {v}} \!\,} sestavljen iz komponent hitrosti {\displaystyle x\!\,}, {\displaystyle y\!\,} in {\displaystyle z\!\,}, potem je v kontravariantni vektor – če so koordinate prostora raztegnjene, zavrtene ali izkljivljene, potem se komponente hitrosti transformirajo na enak način. Po drugi strani pa bi lahko na primer trojica, ki jo sestavljajo dolžina, širina in višina pravokotne škatle, sestavljala tri komponente abstraktnega vektorja, vendar ta vektor ne bi bil kontravarianten, saj vrtenje škatle ne spremeni njeno dolžino, širino in višino. Zgledi kontravariantnih vektorjev vključujejo: premik, hitrost, električno polje, gibalno količino, silo in pospešek.
V jeziku diferencialne geometrije je zahteva, da se komponente vektorja transformirajo v skladu z isto matriko koordinatnega prehoda, enakovredna definiranju kontravariantnega vektorja kot kontravariantnega tenzorja 1. reda. Druga možnost je, da je kontravariantni vektor definiran kot tangentni vektor, pravila za transformacijo kontravariantnega vektorja pa sledijo verižnemu pravilu odvajanja kompozituma funkcij.
Nekateri vektorji se transformirajo kot kontravariantni vektorji, le da se, ko se odbijejo skozi zrcalo, obrnejo in dobijo predznak minus. Transformacija, ki preklopi desnosučne v levosučne in obratno, kot to počne zrcalo, naj bi spremenila usmerjenost prostora. Vektor, ki dobi predznak minus, ko se usmerjenost prostora spremeni, se imenuje psevdovektor ali aksialni vektor. Navadni vektorji se včasih imenujejo pravi vektorji ali polarni vektorji, da se jih loči od psevdovektorjev. Psevdovektorji se najpogosteje pojavljajo kot vektorski produkt dveh navadnih vektorjev.
Zgled psevdovektorja je kotna hitrost. Ko se vozi v avtomobilu in gleda naprej, ima vsako od koles vektor kotne hitrosti, ki kaže v levo. Če se svet odraža v zrcalu, ki preklopi levo in desno stran avtomobila, kaže odboj tega vektorja kotne hitrosti v desno, dejanski vektor kotne hitrosti kolesa pa še vedno kaže v levo, kar ustreza predznaku minus. Drugi zgledi psevdovektorjev vključujejo: magnetno polje, navor ali na splošno kateri koli vektorski produkt dveh (pravih) vektorjev.
Ta razlika med vektorji in psevdovektorji je pogosto zanemarjena, vendar postane pomembna pri preučevanju značilnosti simetrij. Glej na primer parnost (fizika).